# Primera División de España 2019-20
La Primera División de España 2019-20 (también conocida como LaLiga o LaLiga Santander) fue la 89.ª edición de la Primera División de España de fútbol. El torneo lo organizó la Liga de Fútbol Profesional (LFP). A falta de una jornada para el final, el Real Madrid se coronó campeón por trigesimocuarta vez en su historia.
A mediados del campeonato, durante el mes de marzo, se produjo un brote del coronavirus-2 del síndrome respiratorio agudo grave, una pandemia global vírica que llegó a Europa desde Asia. Por este motivo esta edición del campeonato se ha llegado a conocer entre los aficionados como "Liga del Coronavirus".
A medida que diferentes países europeos fueron registrando casos de contagio y fallecimientos, los organismos deportivos comenzaron a tomar conciencia del problema. La jornada 27, disputada entre el 6 y el 8 de marzo de 2020, fue la última jornada del campeonato disputada con normalidad. A partir del 10 de marzo se anunció la disputa de los partidos de Liga a puerta cerrada (sin público) para frenar el avance de la pandemia. Sin embargo, sólo llegó a disputarse un solo partido a puerta cerrada (sin público), el Eibar-Real Sociedad que quedaba pendiente desde la jornada 24 y que había sido programado para ese mismo día 10 de marzo. No cesó la preocupación ni los contagios, y se dieron casos en futbolistas y directivos de diversos clubes. Ante el panorama La Liga decidió suspender la competición el 12 de marzo a la espera de nuevos acontecimientos, como ya hiciera la UEFA con la Liga de Campeones y la Liga Europa, y el CONI y la FIGC con el campeonato italiano, por citar casos de similar magnitud.Incluso se planteó la decisión de cancelar la competición. 
Esta suspensión, en principio para dos jornadas, fue posteriormente prologada indefinidamente el 23 de marzo, reanudándose el jueves 11 de junio con el Sevilla-Betis que correspondía a la jornada 28. Tras la reanudación, los partidos se celebraron a puerta cerrada, evitando que los aficionados acudieran a los estadios y no se pudiera generar focos del coronavirus. En el plano deportivo, pasó algo inédito, que era que se jugaran partidos todos los días desde el 11 de junio hasta la jornada 36º, el 13 de julio. Así mismo, se permitió a los equipos ampliar en dos los cambios (hasta un total de cinco).

## Sistema de competición
Como en temporadas anteriores, consta de un grupo único integrado por veinte clubes de toda la geografía española. Siguiendo un sistema de liga, los veinte equipos se enfrentarán todos contra todos en dos ocasiones, una en campo propio y otra en campo contrario, sumando un total de 38 jornadas. El orden de los encuentros se decidió por sorteo antes de empezar la competición.
La clasificación final se establecerá teniendo en cuenta los puntos obtenidos en cada enfrentamiento, a razón de tres por partido ganado, uno por empate y ninguno en caso de derrota. Si al finalizar el campeonato dos equipos igualan a puntos, los mecanismos para desempatar la clasificación son los siguientes:
- El que tiene una mayor diferencia entre goles a favor y en contra en los enfrentamientos entre ambos.
- Si persiste el empate, se tiene en cuenta la diferencia de goles a favor y en contra en todos los encuentros del campeonato.

Si el empate a puntos se produce entre tres o más clubes, los sucesivos mecanismos de desempate son los siguientes:
- La mejor puntuación que a cada uno corresponde a tenor de los resultados de los partidos jugados entre sí por los clubes implicados.
- La mayor diferencia de goles a favor y en contra, considerando únicamente los partidos jugados entre sí por los clubes implicados.
- La mayor diferencia de goles a favor y en contra teniendo en cuenta todos los encuentros del campeonato.
- El mayor número de goles a favor teniendo en cuenta todos los encuentros del campeonato.

### Clasificación para competiciones internacionales
La UEFA otorga a la Liga española siete plazas de clasificación para las competiciones continentales de la temporada 2020-21 que se distribuirán de la siguiente forma:
- El primero, segundo, tercer y cuarto clasificados de la liga accederán a disputar la Liga de Campeones desde la fase de grupos.[14]
- El campeón de Copa y el quinto clasificado accederán a disputar la Liga Europa desde la fase de grupos.
- El sexto clasificado accederá a disputar la Liga Europa desde la Segunda Ronda Previa.

No obstante, otras competiciones pueden alterar las plazas UEFA a las que accederán los equipos al final de temporada:
- Si el campeón de Copa se clasifica para la Liga de Campeones a través de la Liga, su plaza recae sobre el quinto clasificado de la liga, la plaza del quinto sobre el sexto, y la del sexto sobre el séptimo. En caso de que el campeón de Copa se clasifique para la Liga Europea a través de la Liga, se queda con la plaza que le permite acceder a una ronda superior, en este caso la de Copa. Por lo tanto, la plaza UEFA obtenida a través de la liga pasa al siguiente clasificado en liga (no al subcampeón de Copa).
- Cuando un equipo gana una competición continental (concretamente la Liga de Campeones o la Liga Europea), a este equipo se le otorga una plaza para disputar la siguiente edición de la Liga de Campeones desde la fase de grupos. En caso de que dicho equipo ya hubiese obtenido esa misma plaza a través de la Liga, no se le concede la plaza reservada al campeón. En cambio, si dicho equipo obtuvo una plaza para la Liga de Campeones a través de la Liga, pero esta le obliga a comenzar desde una ronda anterior, entonces sí recibe la plaza reservada al campeón. En cualquier caso, la plaza sobrante nunca pasa al siguiente clasificado de la liga, sino que va a otra federación nacional.
- Si un equipo que gana una competición continental se clasifica para la Liga Europea a través de la Liga, obtiene la plaza reservada al campeón (por ser mejor), mientras que su plaza para la Liga Europea desaparece y no recae sobre el siguiente clasificado en liga (esta es la única forma de que cinco equipos puedan clasificarse para la Liga de Campeones).

Dado que, tras la suspensión de la final de la Copa del Rey 2019-20 a causa de la pandemia por COVID-19, los finalistas Real Sociedad y Athletic Club acordaron jugarla en fecha por determinar dentro de la temporada 2020-21 y con público en las gradas, lo que implica exceder la fecha límite impuesta por la UEFA para la disputa de las finales de Copa de sus asociaciones miembro, la plaza de Liga Europea correspondiente al campeón de Copa, será otorgada al séptimo clasificado de Liga.

## Equipos participantes

### Equipos por comunidad autónoma
| N.° | Comunidad autónoma   | Equipos                                                             |
| --- | -------------------- | ------------------------------------------------------------------- |
| 4   | Comunidad de Madrid  | Atlético de Madrid, Getafe C. F., C. D. Leganés y Real Madrid C. F. |
| 4   | País Vasco           | Deportivo Alavés, Athletic Club, S. D. Eibar y Real Sociedad        |
| 3   | Andalucía            | Granada C. F., Real Betis y Sevilla F. C.                           |
| 3   | Comunidad Valenciana | Levante U. D., Valencia C. F. y Villarreal C. F.                    |
| 2   | Cataluña             | F. C. Barcelona y R. C. D. Espanyol                                 |
| 1   | Castilla y León      | Real Valladolid C. F.                                               |
| 1   | Galicia              | R. C. Celta de Vigo                                                 |
| 1   | Islas Baleares       | R. C. D. Mallorca                                                   |
| 1   | Navarra              | C. A. Osasuna                                                       |

### Ascensos y descensos
Un total de 20 equipos disputan la liga: los 17 primeros clasificados de la Primera División de España 2018-19, los dos primeros clasificados de la Segunda División de España 2018-19 y el vencedor de una promoción disputada a tal efecto entre el 3.°, 4.º, 5.º y 6.º clasificado de la Segunda División de España 2018-19.
| Pos. | Descendidos de 1.ª División |
| ---- | --------------------------- |
| 18.º | Girona F. C.                |
| 19.º | S. D. Huesca                |
| 20.º | Rayo Vallecano              |

| Pos.  | Ascendidos de 2.ª División |
| ----- | -------------------------- |
| 1.º   | C. A. Osasuna              |
| 2.º   | Granada C. F.              |
| Prom. | R. C. D. Mallorca (5º)     |

### Información de los equipos
| Equipo              | Ciudad                | Entrenador             | Capitán               | Estadio                                         | Aforo          | Proveedor   | Patrocinador principal (en la equipación) | Otros patrocinadores (en la equipación)                                          | Límite salarial (en millones de €) |
| ------------------- | --------------------- | ---------------------- | --------------------- | ----------------------------------------------- | -------------- | ----------- | ----------------------------------------- | -------------------------------------------------------------------------------- | ---------------------------------- |
| Athletic Club       | Bilbao                | Gaizka Garitano        | Iker Muniain          | San Mamés                                       | 53 000         | New Balance | Kutxabank                                 |                                                                                  | 103,183                            |
| Atlético de Madrid  | Madrid                | Diego Simeone          | Koke                  | Wanda Metropolitano                             | 68 000         | Nike        | Plus500                                   | 1 patrocinador Hyundai                                                           | 348,500                            |
| C. D. Leganés       | Leganés               | Javier Aguirre         | Alexander Szymanowski | Butarque                                        | 12 450         | Joma        | Betway                                    | 3 patrocinadores Ynsadiet KFC Vitaldent                                          | 52,082                             |
| C. A. Osasuna       | Pamplona              | Jagoba Arrasate        | Oier Sanjurjo         | El Sadar                                        | 18 735         | Hummel      | Kirolbet                                  |                                                                                  | 38,693                             |
| Deportivo Alavés    | Vitoria               | Juan Ramón López Muñiz | Manu García           | Mendizorroza                                    | 19 840         | Kelme       | Betway                                    | 4 patrocinadores LEA Álava Integra Energía Euskaltel                             | 49,771                             |
| F. C. Barcelona     | Barcelona             | Quique Setién          | Lionel Messi          | Camp Nou                                        | 99 354         | Nike        | Rakuten                                   | 2 patrocinadores Unicef Beko                                                     | 671,429                            |
| Getafe C. F.        | Getafe                | José Bordalás          | Jorge Molina          | Coliseum Alfonso Pérez                          | 17 000         | Joma        | Tecnocasa Group                           | 3 patrocinadores Reale Seguros Bar El Brillante de Atocha Libertex               | 56,284                             |
| Granada C. F.       | Granada               | Diego Martínez         | Víctor Díaz           | Nuevo Los Cármenes                              | 19 336         | Nike        | Winamax                                   | 1 patrocinador Caja Rural de Granada                                             | 35,461                             |
| Levante U. D.       | Valencia La Nucía     | Paco López             | José Luis Morales     | Ciutat de València Estadio Olímpico Camilo Cano | 26 354 - 5 000 | Macron      | Betway                                    | 1 patrocinador Baleària                                                          | 54,604                             |
| R. C. D. Mallorca   | Palma                 | Vicente Moreno         | Xisco Campos          | Son Moix                                        | 23 142         | Umbro       | 2 patrocinadores Betfred Roc              | 2 patrocinadores Juaneda Ok Cars                                                 | 29,968                             |
| R. C. Celta de Vigo | Vigo                  | Óscar García           | Hugo Mallo            | Abanca-Balaídos                                 | 29 000         | Adidas      | Estrella Galicia 0,0                      | 2 patrocinadores Abanca Grupo Recalvi                                            | 62,123                             |
| R. C. D. Espanyol   | Cornellá de Llobregat | Francisco Rufete       | Javi López            | RCDE Stadium                                    | 40 000         | Kelme       | LD Sports                                 | 2 patrocinadores Riviera Maya InnJoo                                             | 68,738                             |
| Real Betis Balompié | Sevilla               | Alexis Trujillo        | Joaquín               | Benito Villamarín                               | 60 721         | Kappa       | EasyMarkets                               | 2 patrocinadores Reale Seguros BeSoccer                                          | 100,346                            |
| Real Madrid C. F.   | Madrid                | Zinedine Zidane        | Sergio Ramos          | Santiago Bernabéu Estadio Alfredo di Stéfano    | 81 044 - 6 000 | Adidas      | Emirates                                  |                                                                                  | 641,049                            |
| Real Sociedad       | San Sebastián         | Imanol Alguacil        | Asier Illarramendi    | Reale Arena                                     | 40 000         | Macron      | GoodBall                                  | 1 patrocinador Reale Seguros                                                     | 81,135                             |
| Real Valladolid     | Valladolid            | Sergio González        | Javi Moyano           | José Zorrilla                                   | 27 618         | Adidas      | Estrella Galicia 0,0                      | 4 patrocinadores Cuatro Rayas Air Europa Integra Energía Valladolid Ciudad Amiga | 32,034                             |
| S. D. Eibar         | Éibar                 | José Luis Mendilibar   | Asier Riesgo          | Ipurúa                                          | 7 083          | Joma        | AVIA                                      | 1 patrocinador HiKOKI                                                            | 47,123                             |
| Sevilla F. C.       | Sevilla               | Julen Lopetegui        | Jesús Navas           | Ramón Sánchez Pizjuán                           | 43 833         | Nike        | Marathonbet                               | 2 patrocinador EverFX Valvoline                                                  | 185,166                            |
| Valencia C. F.      | Valencia              | Voro                   | Daniel Parejo         | Mestalla                                        | 55 000         | Puma        | bwin                                      | 3 patrocinadores Libertex Sailun Tyre Skoda                                      | 170,673                            |
| Villarreal C. F.    | Villarreal            | Javier Calleja         | Bruno                 | Estadio de la Cerámica                          | 23 500         | Joma        | Pamesa Cerámica                           | 1 patrocinador Endavant                                                          | 108,587                            |

Notas
1. ↑  El Levante UD tiene su sede social y estadio en Valencia, pero disputó el tramo final de la temporada (tras la reanuación post-confinamiento) en La Nucía.
2. ↑  Fundado en Barcelona, actualmente con sede social en Cornellá

| \| Equipo \| Entrenador (jornadas) \| \| ------------------- \| ----------------------------------------------------------------------------------------------------------------------- \| \| Valencia C. F. \| Marcelino García Toral (1-3)[69] Albert Celades (4-32)[70] Voro (33-38)[65] \| \| R. C. D. Espanyol \| David Gallego (1-8)[71][72] Pablo Machín (9-18)[72][73] Abelardo Fernández (19-31)[74][44] Francisco Rufete (32-38)[44] \| \| C. D. Leganés \| Mauricio Pellegrino (1-9)[75] Luis Cembranos (10-12)[76] Javier Aguirre (13-38)[22] \| \| R. C. Celta de Vigo \| Fran Escribá (1-12)[77][78] Óscar García (13-38)[42] \| \| F. C. Barcelona \| Ernesto Valverde (1-19)[79][80] Quique Setién (20-38)[30] \| \| Real Betis Balompié \| Rubi (1-30)[81][46] Alexis Trujillo (31-38)[46] \| \| Deportivo Alavés \| Asier Garitano (1-34)[82][83] Juan Ramón López Muñiz (34-38)[29] \| |                                                                                             |
| Equipo | Entrenador (jornadas)                                                                       |
| Valencia C. F. | Marcelino García Toral (1-3) Albert Celades (4-32) Voro (33-38)                             |
| R. C. D. Espanyol | David Gallego (1-8) Pablo Machín (9-18) Abelardo Fernández (19-31) Francisco Rufete (32-38) |
| C. D. Leganés | Mauricio Pellegrino (1-9) Luis Cembranos (10-12) Javier Aguirre (13-38)                     |
| R. C. Celta de Vigo | Fran Escribá (1-12) Óscar García (13-38)                                                    |
| F. C. Barcelona | Ernesto Valverde (1-19) Quique Setién (20-38)                                               |
| Real Betis Balompié | Rubi (1-30) Alexis Trujillo (31-38)                                                         |
| Deportivo Alavés | Asier Garitano (1-34) Juan Ramón López Muñiz (34-38)                                        |

| Equipo              | Entrenador (jornadas)                                                                       |
| ------------------- | ------------------------------------------------------------------------------------------- |
| Valencia C. F.      | Marcelino García Toral (1-3) Albert Celades (4-32) Voro (33-38)                             |
| R. C. D. Espanyol   | David Gallego (1-8) Pablo Machín (9-18) Abelardo Fernández (19-31) Francisco Rufete (32-38) |
| C. D. Leganés       | Mauricio Pellegrino (1-9) Luis Cembranos (10-12) Javier Aguirre (13-38)                     |
| R. C. Celta de Vigo | Fran Escribá (1-12) Óscar García (13-38)                                                    |
| F. C. Barcelona     | Ernesto Valverde (1-19) Quique Setién (20-38)                                               |
| Real Betis Balompié | Rubi (1-30) Alexis Trujillo (31-38)                                                         |
| Deportivo Alavés    | Asier Garitano (1-34) Juan Ramón López Muñiz (34-38)                                        |

## Justicia deportiva
Undiano Mallenco e Iglesias Villanueva, quienes estaban en la lista de colegiados en la temporada anterior, ya no siguieron en esta temporada; el primero por edad y el segundo por pasar a incorporarse a la categoría de asistente de vídeo. Sus puestos en LaLiga Santander fueron ocupados por los colegiados que ascendían de Segunda: el madrileño Valentín Pizarro Gómez y el riojano César Soto Grado. El árbitro de mayor experiencia en esta edición fue el valenciano Mateu Lahoz con 12 temporadas.
- Antonio Miguel Mateu Lahoz 48 años (12 temporadas) (árbitro FIFA) (2011)
- Xavier Estrada Fernández 49 años (11) (árbitro FIFA) (2013)
- José Luis González González 50 años (11)
- Carlos del Cerro Grande 49 años (9) (árbitro FIFA) (2013)
- Jesús Gil Manzano 41 años (7) (árbitro FIFA) (2014)
- Alejandro Hernández Hernández 42 años (7) (árbitro FIFA) (2014)
- Juan Martínez Munuera 42 años (7) (árbitro FIFA) (2015)
- Santiago Jaime Latre 45 años (6)
- Mario Melero López 45 años (6)
- José María Sánchez Martínez 42 años (5) (árbitro FIFA) (2017)
- Ricardo de Burgos Bengoetxea 39 años (5) (árbitro FIFA) (2018)
- Eduardo Prieto Iglesias 43 años (5)
- José Luis Munuera Montero 41 años (4) (árbitro FIFA) (2019)
- Pablo González Fuertes 44 años (3)
- David Medié Jiménez 40 años (3)
- Javier Alberola Rojas 33 años (3)
- Adrián Cordero Vega 40 años (2)
- Guillermo Cuadra Fernández 41 años (2) (árbitro FIFA) (2019)
- Valentín Pizarro Gómez 43 años (1) - debutante
- César Soto Grado 44 años (1) - debutante

## Desarrollo

### Clasificación
| Pos. | Equipo                | Pts. | PJ | G  | E  | P  | GF | GC | Dif. | Clasificación |
| ---- | --------------------- | ---- | -- | -- | -- | -- | -- | -- | ---- | ------------- |
| 1    | Real Madrid C. F. (C) | 87   | 38 | 26 | 9  | 3  | 70 | 25 | +45  |               |
| 2    | F. C. Barcelona       | 82   | 38 | 25 | 7  | 6  | 86 | 38 | +48  |               |
| 3    | Atlético de Madrid    | 70   | 38 | 18 | 16 | 4  | 51 | 27 | +24  |               |
| 4    | Sevilla F. C.         | 70   | 38 | 19 | 13 | 6  | 54 | 34 | +20  |               |
| 5    | Villarreal C. F.      | 60   | 38 | 18 | 6  | 14 | 63 | 49 | +14  |               |
| 6    | Real Sociedad         | 56   | 38 | 16 | 8  | 14 | 56 | 48 | +8   |               |
| 7    | Granada C. F.         | 56   | 38 | 16 | 8  | 14 | 52 | 45 | +7   |               |
| 8    | Getafe C. F.          | 54   | 38 | 14 | 12 | 12 | 43 | 37 | +6   |               |
| 9    | Valencia C. F.        | 53   | 38 | 14 | 11 | 13 | 46 | 53 | −7   |               |
| 10   | C. A. Osasuna         | 52   | 38 | 13 | 13 | 12 | 46 | 54 | −8   |               |
| 11   | Athletic Club         | 51   | 38 | 13 | 12 | 13 | 41 | 38 | +3   |               |
| 12   | Levante U. D.         | 49   | 38 | 14 | 7  | 17 | 47 | 53 | −6   |               |
| 13   | Real Valladolid C. F. | 42   | 38 | 9  | 15 | 14 | 32 | 43 | −11  |               |
| 14   | S. D. Eibar           | 42   | 38 | 11 | 9  | 18 | 39 | 56 | −17  |               |
| 15   | Real Betis Balompié   | 41   | 38 | 10 | 11 | 17 | 48 | 60 | −12  |               |
| 16   | Deportivo Alavés      | 39   | 38 | 10 | 9  | 19 | 34 | 59 | −25  |               |
| 17   | R. C. Celta de Vigo   | 37   | 38 | 7  | 16 | 15 | 37 | 49 | −12  |               |
| 18   | C. D. Leganés (D)     | 36   | 38 | 8  | 12 | 18 | 30 | 51 | −21  |               |
| 19   | R. C. D. Mallorca (D) | 33   | 38 | 9  | 6  | 23 | 40 | 65 | −25  |               |
| 20   | R. C. D. Espanyol (D) | 25   | 38 | 5  | 10 | 23 | 27 | 58 | −31  |               |

 Fuente: La Liga, Soccerway
Criterios de clasificación: Puntos · Enfrentamientos directos · Diferencia de goles · Goles a favor · Puntos fair-play · Play-off.
Notas:
1. ↑  Como la final de la Copa del Rey 2019-20 no pudo disputarse en la fecha prevista con motivo de la pandemia por coronavirus, celebrándose un año después, los entonces finalistas Athletic de Bilbao y Real Sociedad acordaron ceder solidariamente al quinto clasificado en Liga (Villarreal C.F.) la plaza que normalmente se concede al ganador de Copa (plaza que habría obtenido alguno de los dos clubes de haberse celebrado la final con normalidad). De esta forma, y como suele suceder, la plaza del quinto clasificado pasó a ocuparla el sexto (Real Sociedad), y la del sexto pasó al séptimo (Granada C.F.).

|  | Clasificado para la fase de grupos de la Liga de Campeones de la UEFA 2020-21 |
|  | Clasificado para la fase de grupos de la Liga Europa de la UEFA 2020-21       |
|  | Clasificado para la segunda ronda previa de la Liga Europa de la UEFA 2020-21 |
|  | Descendido a la Segunda División de España 2020-21                            |

|                     |
|                     |
| Campeón Real Madrid |
| 34.º título         |

### Evolución de la clasificación
| Jornada       | 1  | 2  | 3  | 4  | 5  | 6  | 7  | 8  | 9  | 10 | 11 | 12 | 13 | 14 | 15 | 16 | 17 | 18 | 19 | 20 | 21 | 22 | 23 | 24 | 25 | 26 | 27 | 28 | 29 | 30 | 31 | 32 | 33 | 34 | 35 | 36 | 37 | 38 |
| Equipo        |    |    |    |    |    |    |    |    |    |    |    |    |    |    |    |    |    |    |    |    |    |    |    |    |    |    |    |    |    |    |    |    |    |    |    |    |    |    |
| ------------- | -- | -- | -- | -- | -- | -- | -- | -- | -- | -- | -- | -- | -- | -- | -- | -- | -- | -- | -- | -- | -- | -- | -- | -- | -- | -- | -- | -- | -- | -- | -- | -- | -- | -- | -- | -- | -- | -- |
| R. Madrid     | 1  | 3  | 5  | 3  | 2  | 1  | 1  | 1  | 2  | 6  | 2  | 2  | 2  | 2  | 2  | 2  | 2  | 2  | 2  | 2  | 1  | 1  | 1  | 1  | 2  | 1  | 2  | 2  | 2  | 1  | 1  | 1  | 1  | 1  | 1  | 1  | 1  | 1  |
| Barcelona     | 16 | 9  | 8  | 5  | 8  | 6  | 4  | 2  | 1  | 2  | 1  | 1  | 1  | 1  | 1  | 1  | 1  | 1  | 1  | 1  | 2  | 2  | 2  | 2  | 1  | 2  | 1  | 1  | 1  | 2  | 2  | 2  | 2  | 2  | 2  | 2  | 2  | 2  |
| Atlético      | 6  | 2  | 1  | 2  | 6  | 3  | 3  | 3  | 5  | 4  | 4  | 4  | 3  | 4  | 6  | 7  | 5  | 4  | 3  | 3  | 5  | 6  | 4  | 4  | 3  | 5  | 6  | 6  | 4  | 4  | 3  | 3  | 3  | 3  | 3  | 3  | 3  | 3  |
| Sevilla       | 2  | 1  | 3  | 1  | 5  | 7  | 6  | 6  | 6  | 5  | 5  | 5  | 4  | 3  | 3  | 3  | 3  | 3  | 4  | 4  | 3  | 4  | 5  | 5  | 4  | 3  | 3  | 3  | 3  | 3  | 4  | 4  | 4  | 4  | 4  | 4  | 4  | 4  |
| Villarreal    | 10 | 13 | 17 | 10 | 7  | 8  | 8  | 9  | 7  | 7  | 7  | 7  | 11 | 12 | 13 | 13 | 13 | 10 | 9  | 9  | 8  | 7  | 8  | 6  | 7  | 8  | 8  | 8  | 7  | 7  | 6  | 6  | 5  | 5  | 5  | 5  | 5  | 5  |
| R. Sociedad   | 11 | 6  | 13 | 7  | 4  | 2  | 5  | 5  | 4  | 3  | 6  | 3  | 5  | 6  | 4  | 4  | 6  | 5  | 5  | 6  | 6  | 8  | 6  | 8  | 6  | 6  | 4  | 4  | 6  | 6  | 7  | 7  | 7  | 7  | 7  | 7  | 6  | 6  |
| Granada       | 9  | 14 | 9  | 6  | 3  | 5  | 2  | 4  | 3  | 1  | 3  | 6  | 8  | 8  | 10 | 9  | 9  | 11 | 10 | 10 | 11 | 10 | 10 | 9  | 9  | 9  | 9  | 9  | 9  | 10 | 9  | 10 | 9  | 10 | 9  | 10 | 9  | 7  |
| Getafe        | 17 | 15 | 15 | 18 | 11 | 10 | 16 | 12 | 9  | 11 | 9  | 10 | 7  | 7  | 7  | 5  | 4  | 6  | 7  | 5  | 4  | 3  | 3  | 3  | 5  | 4  | 5  | 5  | 5  | 5  | 5  | 5  | 6  | 6  | 6  | 6  | 7  | 8  |
| Valencia      | 12 | 17 | 10 | 13 | 12 | 13 | 9  | 8  | 10 | 12 | 12 | 13 | 9  | 9  | 8  | 8  | 8  | 8  | 6  | 7  | 7  | 5  | 7  | 7  | 8  | 7  | 7  | 7  | 8  | 8  | 8  | 8  | 10 | 9  | 8  | 9  | 8  | 9  |
| Osasuna       | 7  | 7  | 6  | 9  | 10 | 11 | 13 | 11 | 13 | 8  | 10 | 8  | 10 | 11 | 9  | 10 | 10 | 12 | 12 | 13 | 10 | 11 | 12 | 11 | 12 | 12 | 11 | 11 | 13 | 12 | 11 | 11 | 11 | 11 | 11 | 11 | 11 | 10 |
| Athletic      | 5  | 5  | 2  | 4  | 1  | 4  | 7  | 7  | 8  | 10 | 8  | 9  | 6  | 5  | 5  | 6  | 7  | 7  | 8  | 8  | 9  | 9  | 9  | 10 | 11 | 10 | 10 | 10 | 10 | 9  | 10 | 9  | 8  | 8  | 10 | 8  | 10 | 11 |
| Levante       | 18 | 10 | 4  | 8  | 9  | 12 | 12 | 10 | 11 | 13 | 11 | 11 | 12 | 10 | 11 | 12 | 11 | 9  | 11 | 12 | 13 | 13 | 11 | 13 | 10 | 11 | 13 | 12 | 11 | 11 | 13 | 12 | 12 | 12 | 12 | 12 | 12 | 12 |
| R. Valladolid | 3  | 4  | 11 | 12 | 15 | 14 | 10 | 13 | 12 | 9  | 13 | 12 | 13 | 14 | 15 | 14 | 15 | 14 | 14 | 15 | 16 | 14 | 15 | 15 | 15 | 15 | 15 | 14 | 15 | 15 | 15 | 14 | 14 | 13 | 14 | 14 | 16 | 13 |
| Eibar         | 14 | 16 | 18 | 19 | 19 | 15 | 11 | 14 | 16 | 16 | 14 | 14 | 15 | 16 | 16 | 16 | 16 | 16 | 16 | 16 | 15 | 16 | 16 | 16 | 16 | 16 | 16 | 16 | 16 | 17 | 17 | 15 | 16 | 16 | 15 | 15 | 13 | 14 |
| Real Betis    | 13 | 20 | 16 | 15 | 14 | 9  | 15 | 16 | 18 | 18 | 16 | 15 | 17 | 15 | 12 | 11 | 12 | 13 | 13 | 11 | 12 | 12 | 13 | 12 | 13 | 14 | 12 | 13 | 14 | 14 | 13 | 13 | 13 | 14 | 13 | 13 | 14 | 15 |
| Alavés        | 8  | 8  | 7  | 11 | 13 | 16 | 14 | 17 | 14 | 14 | 15 | 16 | 14 | 13 | 14 | 15 | 14 | 15 | 15 | 14 | 14 | 15 | 14 | 14 | 14 | 13 | 14 | 15 | 12 | 13 | 14 | 16 | 15 | 15 | 17 | 17 | 15 | 16 |
| Celta         | 19 | 12 | 12 | 16 | 16 | 17 | 17 | 15 | 17 | 17 | 18 | 18 | 18 | 18 | 18 | 18 | 18 | 18 | 17 | 18 | 18 | 19 | 17 | 17 | 17 | 17 | 17 | 17 | 17 | 16 | 16 | 17 | 17 | 17 | 16 | 16 | 17 | 17 |
| Leganés       | 15 | 19 | 20 | 20 | 20 | 20 | 20 | 20 | 20 | 20 | 20 | 20 | 20 | 20 | 19 | 19 | 19 | 19 | 19 | 19 | 19 | 18 | 19 | 19 | 19 | 19 | 19 | 19 | 20 | 19 | 19 | 19 | 19 | 19 | 19 | 18 | 18 | 18 |
| Mallorca      | 4  | 11 | 14 | 14 | 17 | 19 | 19 | 18 | 15 | 15 | 17 | 17 | 16 | 17 | 17 | 17 | 17 | 17 | 18 | 17 | 17 | 17 | 18 | 18 | 18 | 18 | 18 | 18 | 18 | 18 | 18 | 18 | 18 | 18 | 18 | 19 | 19 | 19 |
| Espanyol      | 20 | 18 | 19 | 17 | 18 | 18 | 18 | 19 | 19 | 19 | 19 | 19 | 19 | 19 | 20 | 20 | 20 | 20 | 20 | 20 | 20 | 20 | 20 | 20 | 20 | 20 | 20 | 20 | 19 | 20 | 20 | 20 | 20 | 20 | 20 | 20 | 20 | 20 |

### Resultados
| Athletic Club       | 1 – 0 | F. C. Barcelona       | San Mamés           | 16 de agosto | 21:00 | 47.693 | Del Cerro Grande  | 2 | 0 |
| R. C. Celta de Vigo | 1 – 3 | Real Madrid C. F.     | Balaídos            | 17 de agosto | 17:00 | 23.566 | Estrada Fernández | 7 | 1 |
| Valencia C. F.      | 1 – 1 | Real Sociedad         | Mestalla            | 17 de agosto | 19:00 | 41.953 | Gil Manzano       | 8 | 0 |
| R. C. D. Mallorca   | 2 – 1 | S. D. Eibar           | Estadio de Son Moix | 17 de agosto | 20:00 | 15.127 | Melero López      | 5 | 0 |
| Villarreal C. F.    | 4 – 4 | Granada C. F.         | La Cerámica         | 17 de agosto | 21:00 | 14.753 | Cordero Vega      | 4 | 0 |
| C. D. Leganés       | 0 – 1 | C. A. Osasuna         | Butarque            | 17 de agosto | 21:00 | 10.020 | Alberola Rojas    | 5 | 1 |
| Deportivo Alavés    | 1 – 0 | Levante U. D.         | Mendizorroza        | 18 de agosto | 17:00 | 12.029 | Soto Grado        | 3 | 0 |
| R. C. D. Espanyol   | 0 – 2 | Sevilla F. C.         | RCDE Stadium        | 18 de agosto | 19:00 | 19.832 | Martínez Munuera  | 4 | 0 |
| Real Betis          | 1 – 2 | Real Valladolid C. F. | Benito Villamarín   | 18 de agosto | 21:00 | 49.554 | Jaime Latre       | 8 | 1 |
| Atlético de Madrid  | 1 – 0 | Getafe C. F.          | Wanda Metropolitano | 18 de agosto | 22:00 | 55.099 | Cuadra Fernández  | 7 | 1 |

| Granada C. F.       | 0 – 1 | Sevilla F. C.         | Los Cármenes        | 23 de agosto | 20:00 | 15.849 | Sánchez Martínez     | 2 | 0 |
| Levante U. D.       | 2 – 1 | Villarreal C. F.      | Ciudad de València  | 23 de agosto | 22:00 | 18.914 | Munuera Montero      | 3 | 0 |
| C. A. Osasuna       | 0 – 0 | S. D. Eibar           | El Sadar            | 24 de agosto | 17:00 | 13.993 | Medié Jiménez        | 8 | 0 |
| Real Madrid C. F.   | 1 – 1 | Real Valladolid C. F. | Santiago Bernabéu   | 24 de agosto | 19:00 | 63.037 | González Fuertes     | 3 | 0 |
| Getafe C. F.        | 1 – 1 | Athletic Club         | Alfonso Pérez       | 24 de agosto | 21:00 | 10.102 | Mateu Lahoz          | 3 | 0 |
| R. C. Celta de Vigo | 1 – 0 | Valencia C. F.        | Balaídos            | 24 de agosto | 21:00 | 20.065 | Hernández Hernández  | 3 | 0 |
| Deportivo Alavés    | 0 – 0 | R. C. D. Espanyol     | Mendizorroza        | 25 de agosto | 17:00 | 14.567 | Prieto Iglesias      | 4 | 0 |
| R. C. D. Mallorca   | 0 – 1 | Real Sociedad         | Estadio de Son Moix | 25 de agosto | 17:00 | 18.028 | Pizarro Gómez        | 3 | 0 |
| C. D. Leganés       | 0 – 1 | Atlético de Madrid    | Butarque            | 25 de agosto | 19:00 | 11.742 | De Burgos Bengoetxea | 9 | 0 |
| F. C. Barcelona     | 5 – 2 | Real Betis            | Camp Nou            | 25 de agosto | 21:00 | 79.160 | González González    | 2 | 0 |

| Sevilla F. C.      | 1 – 1 | R. C. Celta de Vigo   | Sánchez-Pizjuán     | 30 de agosto    | 20:00 | 37.787 | Del Cerro Grande  | 6 | 0 |
| Athletic Club      | 2 – 0 | Real Sociedad         | San Mamés           | 30 de agosto    | 22:00 | 46.697 | Estrada Fernández | 4 | 0 |
| C. A. Osasuna      | 2 – 2 | F. C. Barcelona       | El Sadar            | 31 de agosto    | 17:00 | 16.742 | Martínez Munuera  | 6 | 0 |
| Levante U. D.      | 2 – 0 | Real Valladolid C. F. | Ciudad de València  | 31 de agosto    | 19:00 | 19.347 | Cordero Vega      | 4 | 0 |
| Getafe C. F.       | 1 – 1 | Deportivo Alavés      | Alfonso Pérez       | 31 de agosto    | 19:00 | 10.806 | Melero López      | 4 | 0 |
| Real Betis         | 2 – 1 | C. D. Leganés         | Benito Villamarín   | 31 de agosto    | 21:00 | 47.819 | Cuadra Fernández  | 6 | 0 |
| Valencia C. F.     | 2 – 0 | R. C. D. Mallorca     | Mestalla            | 1 de septiembre | 17:00 | 40.441 | Alberola Rojas    | 1 | 0 |
| R. C. D. Espanyol  | 0 – 3 | Granada C. F.         | RCDE Stadium        | 1 de septiembre | 19:00 | 20.870 | Soto Grado        | 5 | 0 |
| Atlético de Madrid | 3 – 2 | S. D. Eibar           | Wanda Metropolitano | 1 de septiembre | 19:00 | 56.664 | Jaime Latre       | 3 | 0 |
| Villarreal C. F.   | 2 – 2 | Real Madrid C. F.     | La Cerámica         | 1 de septiembre | 21:00 | 20.128 | Gil Manzano       | 5 | 0 |

| R. C. D. Mallorca     | 0 – 0 | Athletic Club      | Estadio de Son Moix   | 13 de septiembre | 21:00 | 16.390 | González Fuertes     | 7  | 0 |
| Real Madrid C. F.     | 3 – 2 | Levante U. D.      | Santiago Bernabéu     | 14 de septiembre | 13:00 | 60.401 | De Burgos Bengoetxea | 4  | 0 |
| C. D. Leganés         | 0 – 3 | Villarreal C. F.   | Butarque              | 14 de septiembre | 16:00 | 7.670  | Medié Jiménez        | 2  | 0 |
| Real Sociedad         | 2 – 0 | Atlético de Madrid | Reale Seguros Stadium | 14 de septiembre | 18:30 | 34.719 | Mateu Lahoz          | 4  | 0 |
| F. C. Barcelona       | 5 – 2 | Valencia C. F.     | Camp Nou              | 14 de septiembre | 21:00 | 81.617 | Sánchez Martínez     | 5  | 0 |
| S. D. Eibar           | 1 – 2 | R. C. D. Espanyol  | Ipurúa                | 15 de septiembre | 12:00 | 5.410  | Pizarro Gómez        | 6  | 0 |
| Deportivo Alavés      | 0 – 1 | Sevilla F. C.      | Mendizorroza          | 15 de septiembre | 14:00 | 16.309 | Hernández Hernández  | 10 | 0 |
| R. C. Celta de Vigo   | 0 – 2 | Granada C. F.      | Balaídos              | 15 de septiembre | 16:00 | 18.259 | Prieto Iglesias      | 6  | 2 |
| Real Valladolid C. F. | 1 – 1 | C. A. Osasuna      | José Zorrilla         | 15 de septiembre | 18:30 | 20.670 | Munuera Montero      | 1  | 0 |
| Real Betis            | 1 – 1 | Getafe C. F.       | Benito Villamarín     | 15 de septiembre | 21:00 | 47.884 | González González    | 9  | 2 |

| C. A. Osasuna      | 0 – 0 | Real Betis            | El Sadar            | 20 de septiembre | 21:00 | 15.569 | Del Cerro Grande  | 3 | 0 |
| Villarreal C. F.   | 2 – 0 | Real Valladolid C. F. | La Cerámica         | 21 de septiembre | 13:00 | 16.195 | Soto Grado        | 3 | 0 |
| Levante U. D.      | 0 – 0 | S. D. Eibar           | Ciudad de València  | 21 de septiembre | 16:00 | 18.904 | Alberola Rojas    | 2 | 0 |
| Atlético de Madrid | 0 – 0 | R. C. Celta de Vigo   | Wanda Metropolitano | 21 de septiembre | 18:30 | 57.701 | Melero López      | 8 | 0 |
| Granada C. F.      | 2 – 0 | F. C. Barcelona       | Los Cármenes        | 21 de septiembre | 21:00 | 18.880 | Cuadra Fernández  | 5 | 0 |
| Getafe C. F.       | 4 – 2 | R. C. D. Mallorca     | Alfonso Pérez       | 22 de septiembre | 12:00 | 11.338 | Jaime Latre       | 9 | 0 |
| R. C. D. Espanyol  | 1 – 3 | Real Sociedad         | RCDE Stadium        | 22 de septiembre | 14:00 | 19.173 | Cordero Vega      | 1 | 0 |
| Valencia C. F.     | 1 – 1 | C. D. Leganés         | Mestalla            | 22 de septiembre | 16:00 | 39.014 | Estrada Fernández | 7 | 0 |
| Athletic Club      | 2 – 0 | Deportivo Alavés      | San Mamés           | 22 de septiembre | 18:30 | 45.143 | Gil Manzano       | 5 | 0 |
| Sevilla F. C.      | 0 – 1 | Real Madrid C. F.     | Sánchez-Pizjuán     | 22 de septiembre | 21:00 | 42.354 | Martínez Munuera  | 5 | 0 |

| Real Valladolid C. F. | 1 – 1 | Granada C. F.      | José Zorrilla         | 24 de septiembre | 19:00 | 18.410 | Pizarro Gómez        | 5 | 0 |
| Real Betis            | 3 – 1 | Levante U. D.      | Benito Villamarín     | 24 de septiembre | 20:00 | 44.560 | Prieto Iglesias      | 4 | 0 |
| F. C. Barcelona       | 2 – 1 | Villarreal C. F.   | Camp Nou              | 24 de septiembre | 21:00 | 70.316 | De Burgos Bengoetxea | 6 | 0 |
| C. D. Leganés         | 1 – 1 | Athletic Club      | Butarque              | 25 de septiembre | 19:00 | 11.036 | González González    | 1 | 0 |
| R. C. D. Mallorca     | 0 – 2 | Atlético de Madrid | Estadio de Son Moix   | 25 de septiembre | 19:00 | 16.308 | Hernández Hernández  | 8 | 0 |
| Valencia C. F.        | 3 – 3 | Getafe C. F.       | Mestalla              | 25 de septiembre | 20:00 | 37.814 | Munuera Montero      | 5 | 0 |
| Real Madrid C. F.     | 2 – 0 | C. A. Osasuna      | Santiago Bernabéu     | 25 de septiembre | 21:00 | 57.520 | Mateu Lahoz          | 4 | 0 |
| S. D. Eibar           | 3 – 2 | Sevilla F. C.      | Ipurúa                | 26 de septiembre | 19:00 | 5.434  | González Fuertes     | 7 | 0 |
| R. C. Celta de Vigo   | 1 – 1 | R. C. D. Espanyol  | Balaídos              | 26 de septiembre | 20:00 | 16.361 | Sánchez Martínez     | 7 | 0 |
| Real Sociedad         | 3 – 0 | Deportivo Alavés   | Reale Seguros Stadium | 26 de septiembre | 21:00 | 28.720 | Medié Jiménez        | 5 | 0 |

| Villarreal C. F.   | 5 – 1 | Real Betis            | La Cerámica         | 27 de septiembre | 21:00 | 18.135 | Estrada Fernández | 5 | 0 |
| Athletic Club      | 0 – 1 | Valencia C. F.        | San Mamés           | 28 de septiembre | 13:00 | 42.420 | Melero López      | 6 | 0 |
| Getafe C. F.       | 0 – 2 | F. C. Barcelona       | Alfonso Pérez       | 28 de septiembre | 16:00 | 15.135 | Gil Manzano       | 8 | 0 |
| Granada C. F.      | 1 - 0 | C. D. Leganés         | Los Cármenes        | 28 de septiembre | 18:30 | 15.519 | Cordero Vega      | 7 | 0 |
| Atlético de Madrid | 0 – 0 | Real Madrid C. F.     | Wanda Metropolitano | 28 de septiembre | 21:00 | 62.032 | González González | 3 | 0 |
| R. C. D. Espanyol  | 0 – 2 | Real Valladolid C. F. | RCDE Stadium        | 29 de septiembre | 12:00 | 20.911 | Cuadra Fernández  | 2 | 1 |
| S. D. Eibar        | 2 – 0 | R. C. Celta de Vigo   | Ipurúa              | 29 de septiembre | 14:00 | 5.453  | Martínez Munuera  | 4 | 0 |
| Deportivo Alavés   | 2 – 0 | R. C. D. Mallorca     | Mendizorroza        | 29 de septiembre | 16:00 | 17.135 | Del Cerro Grande  | 5 | 0 |
| Levante U. D.      | 1 – 1 | C. A. Osasuna         | Ciudad de València  | 29 de septiembre | 18:30 | 19.362 | Soto Grado        | 6 | 0 |
| Sevilla F. C.      | 3 – 2 | Real Sociedad         | Sánchez-Pizjuán     | 29 de septiembre | 21:00 | 37.458 | Alberola Rojas    | 2 | 0 |

| Real Betis            | 1 – 1 | S. D. Eibar        | Benito Villamarín     | 4 de octubre | 21:00 | 46.143 | Hernández Hernández  | 9  | 0 |
| C. D. Leganés         | 1 – 2 | Levante U. D.      | Butarque              | 5 de octubre | 13:00 | 10.160 | Munuera Montero      | 8  | 0 |
| Real Madrid C. F.     | 4 – 2 | Granada C. F.      | Santiago Bernabéu     | 5 de octubre | 16:00 | 70.315 | Jaime Latre          | 9  | 0 |
| Valencia C. F.        | 2 – 1 | Deportivo Alavés   | Mestalla              | 5 de octubre | 18:30 | 38.943 | Prieto Iglesias      | 4  | 0 |
| C. A. Osasuna         | 2 – 1 | Villarreal C. F.   | El Sadar              | 5 de octubre | 21:00 | 15.415 | Pizarro Gómez        | 4  | 0 |
| R. C. D. Mallorca     | 2 – 0 | R. C. D. Espanyol  | Estadio de Son Moix   | 6 de octubre | 12:00 | 15.052 | De Burgos Bengoetxea | 4  | 0 |
| R. C. Celta de Vigo   | 1 – 0 | Athletic Club      | Balaídos              | 6 de octubre | 14:00 | 19.690 | Medié Jiménez        | 5  | 0 |
| Real Valladolid C. F. | 0 – 0 | Atlético de Madrid | José Zorrilla         | 6 de octubre | 16:00 | 23.650 | Sánchez Martínez     | 10 | 0 |
| Real Sociedad         | 1 – 2 | Getafe C. F.       | Reale Seguros Stadium | 6 de octubre | 18:30 | 30.153 | González Fuertes     | 6  | 0 |
| F. C. Barcelona       | 4 – 0 | Sevilla F. C.      | Camp Nou              | 6 de octubre | 21:00 | 81.331 | Mateu Lahoz          | 8  | 2 |

| Granada C. F.      | 1 – 0 | C. A. Osasuna         | Los Cármenes        | 18 de octubre | 21:00 | 16.986 | Estrada Fernández | 8 | 1 |
| S. D. Eibar        | 0 – 3 | F. C. Barcelona       | Ipurúa              | 19 de octubre | 13:00 | 7.295  | Melero López      | 5 | 0 |
| Atlético de Madrid | 1 – 1 | Valencia C. F.        | Wanda Metropolitano | 19 de octubre | 16:00 | 61.603 | Cordero Vega      | 3 | 1 |
| Getafe C. F.       | 2 – 0 | C. D. Leganés         | Alfonso Pérez       | 19 de octubre | 18:30 | 13.018 | Martínez Munuera  | 5 | 0 |
| R. C. D. Mallorca  | 1 – 0 | Real Madrid C. F.     | Estadio de Son Moix | 19 de octubre | 21:00 | 20.275 | Alberola Rojas    | 2 | 1 |
| Deportivo Alavés   | 2 – 0 | R. C. Celta de Vigo   | Mendizorroza        | 20 de octubre | 12:00 | 16.584 | González González | 6 | 0 |
| Real Sociedad      | 3 – 1 | Real Betis            | Reale Arena         | 20 de octubre | 14:00 | 28.032 | Soto Grado        | 6 | 0 |
| R. C. D. Espanyol  | 0 – 1 | Villarreal C. F.      | RCDE Stadium        | 20 de octubre | 16:00 | 20.653 | Del Cerro Grande  | 3 | 0 |
| Athletic Club      | 1 – 1 | Real Valladolid C. F. | San Mamés           | 20 de octubre | 18:30 | 37.107 | Gil Manzano       | 5 | 0 |
| Sevilla F. C.      | 1 – 0 | Levante U. D.         | Sánchez-Pizjuán     | 20 de octubre | 21:00 | 34.657 | Cuadra Fernández  | 4 | 0 |

| Villarreal C. F.      | 4 – 1 | Deportivo Alavés  | La Cerámica         | 25 de octubre   | 19:00 | 16.049 | Medié Jiménez       | 4 | 0 |
| C. D. Leganés         | 1 – 0 | R. C. D. Mallorca | Butarque            | 26 de octubre   | 16:00 | 10.058 | Prieto Iglesias     | 5 | 0 |
| Real Valladolid C. F. | 2 – 0 | S. D. Eibar       | José Zorrilla       | 26 de octubre   | 18:30 | 20.036 | Munuera Montero     | 2 | 0 |
| Atlético de Madrid    | 2 – 0 | Athletic Club     | Wanda Metropolitano | 26 de octubre   | 21:00 | 59.211 | Hernández Hernández | 4 | 0 |
| R. C. Celta de Vigo   | 0 – 1 | Real Sociedad     | Balaídos            | 27 de octubre   | 13:00 | 18.002 | Pizarro Gómez       | 5 | 1 |
| Granada C. F.         | 1 – 0 | Real Betis        | Los Cármenes        | 27 de octubre   | 15:00 | 18.895 | Mateu Lahoz         | 7 | 0 |
| Levante U. D.         | 0 – 1 | R. C. D. Espanyol | Ciudad de València  | 27 de octubre   | 17:00 | 18.934 | González Fuertes    | 5 | 0 |
| Sevilla F. C.         | 2 – 0 | Getafe C. F.      | Sánchez-Pizjuán     | 27 de octubre   | 19:30 | 38.181 | Sánchez Martínez    | 5 | 0 |
| C. A. Osasuna         | 3 – 1 | Valencia C. F.    | El Sadar            | 27 de octubre   | 22:00 | 14.976 | Jaime Latre         | 2 | 1 |
| F. C. Barcelona       | 0 – 0 | Real Madrid C. F. | Camp Nou            | 18 de diciembre | 20:00 | 93.426 | Hernández Hernández | 8 | 0 |

| Deportivo Alavés  | 1 – 1 | Atlético de Madrid    | Mendizorroza        | 29 de octubre | 19:00 | 17.235 | Estrada Fernández | 6  | 0 |
| F. C. Barcelona   | 5 – 1 | Real Valladolid C. F. | Camp Nou            | 29 de octubre | 21:15 | 59.896 | Alberola Rojas    | 3  | 0 |
| Real Sociedad     | 1 – 2 | Levante U. D.         | Reale Arena         | 30 de octubre | 19:00 | 28.142 | Melero López      | 7  | 0 |
| Valencia C. F.    | 1 – 1 | Sevilla F. C.         | Mestalla            | 30 de octubre | 19:00 | 37.881 | Del Cerro Grande  | 9  | 0 |
| Athletic Club     | 3 – 0 | R. C. D. Espanyol     | San Mamés           | 30 de octubre | 20:00 | 37.094 | Martínez Munuera  | 1  | 0 |
| Real Betis        | 2 – 1 | R. C. Celta de Vigo   | Benito Villamarín   | 30 de octubre | 21:00 | 43.353 | Gil Manzano       | 7  | 0 |
| Real Madrid C. F. | 5 – 0 | C. D. Leganés         | Santiago Bernabéu   | 30 de octubre | 21:15 | 53.870 | Soto Grado        | 6  | 0 |
| S. D. Eibar       | 2 – 1 | Villarreal C. F.      | Ipurúa              | 31 de octubre | 19:00 | 5.632  | Cuadra Fernández  | 3  | 0 |
| R. C. D. Mallorca | 2 – 2 | C. A. Osasuna         | Estadio de Son Moix | 31 de octubre | 19:00 | 12.641 | Cordero Vega      | 6  | 0 |
| Getafe C. F.      | 3 – 1 | Granada C. F.         | Alfonso Pérez       | 31 de octubre | 21:15 | 10.227 | González González | 10 | 0 |

| R. C. D. Espanyol     | 1 – 2 | Valencia C. F.     | RCDE Stadium       | 2 de noviembre | 13:00 | 18.428 | Pizarro Gómez       | 1 | 0 |
| Levante U. D.         | 3 – 1 | F. C. Barcelona    | Ciudad de València | 2 de noviembre | 16:00 | 23.341 | Hernández Hernández | 7 | 0 |
| Sevilla F. C.         | 1 – 1 | Atlético de Madrid | Sánchez-Pizjuán    | 2 de noviembre | 18:30 | 39.957 | González González   | 7 | 0 |
| Real Madrid C. F.     | 0 – 0 | Real Betis         | Santiago Bernabéu  | 2 de noviembre | 21:00 | 70.375 | Sánchez Martínez    | 6 | 0 |
| Real Valladolid C. F. | 3 – 0 | R. C. D. Mallorca  | José Zorrilla      | 3 de noviembre | 12:00 | 18.419 | Medié Jiménez       | 8 | 0 |
| Villarreal C. F.      | 0 – 0 | Athletic Club      | La Cerámica        | 3 de noviembre | 14:00 | 17.460 | Jaime Latre         | 2 | 0 |
| C. A. Osasuna         | 4 – 2 | Deportivo Alavés   | El Sadar           | 3 de noviembre | 16:00 | 15.954 | Munuera Montero     | 6 | 0 |
| R. C. Celta de Vigo   | 0 – 1 | Getafe C. F.       | Balaídos           | 3 de noviembre | 18:30 | 14.705 | Mateu Lahoz         | 6 | 0 |
| C. D. Leganés         | 1 – 2 | S. D. Eibar        | Butarque           | 3 de noviembre | 18:30 | 9.648  | González Fuertes    | 7 | 0 |
| Granada C. F.         | 1 – 2 | Real Sociedad      | Los Cármenes       | 3 de noviembre | 21:00 | 16.921 | Prieto Iglesias     | 2 | 0 |

| Real Sociedad      | 1 – 1 | C. D. Leganés         | Reale Arena         | 8 de noviembre  | 21:00 | 27.684 | Martínez Munuera    | 5 | 0 |
| Deportivo Alavés   | 3 – 0 | Real Valladolid C. F. | Mendizorroza        | 9 de noviembre  | 13:00 | 16.148 | Melero López        | 6 | 0 |
| Valencia C. F.     | 2 – 0 | Granada C. F.         | Mestalla            | 9 de noviembre  | 16:00 | 39.882 | Estrada Fernández   | 5 | 0 |
| S. D. Eibar        | 0 – 4 | Real Madrid C. F.     | Ipurúa              | 9 de noviembre  | 18:30 | 7.045  | Cordero Vega        | 0 | 0 |
| F. C. Barcelona    | 4 – 1 | R. C. Celta de Vigo   | Camp Nou            | 9 de noviembre  | 21:00 | 71.209 | Cuadra Fernández    | 5 | 0 |
| R. C. D. Mallorca  | 3 – 1 | Villarreal C. F.      | Estadio de Son Moix | 10 de noviembre | 12:00 | 8.348  | Del Cerro Grande    | 5 | 0 |
| Athletic Club      | 2 – 1 | Levante U. D.         | San Mamés           | 10 de noviembre | 14:00 | 33.202 | Alberola Rojas      | 5 | 0 |
| Atlético de Madrid | 3 – 1 | R. C. D. Espanyol     | Wanda Metropolitano | 10 de noviembre | 16:00 | 53.069 | Gil Manzano         | 4 | 0 |
| Getafe C. F.       | 0 – 0 | C. A. Osasuna         | Alfonso Pérez       | 10 de noviembre | 18:30 | 10.558 | Soto Grado          | 6 | 0 |
| Real Betis         | 1 – 2 | Sevilla F. C.         | Benito Villamarín   | 10 de noviembre | 21:00 | 53.110 | Hernández Hernández | 5 | 0 |

| Levante U. D.         | 2 – 1 | R. C. D. Mallorca   | Ciudad de València | 22 de noviembre | 21:00 | 15.110 | Pizarro Gómez        | 1 | 1 |
| C. D. Leganés         | 1 – 2 | F. C. Barcelona     | Butarque           | 23 de noviembre | 13:00 | 12.110 | Jaime Latre          | 3 | 0 |
| Real Betis            | 2 – 1 | Valencia C. F.      | Benito Villamarín  | 23 de noviembre | 16:00 | 45.562 | De Burgos Bengoetxea | 4 | 0 |
| Granada C. F.         | 1 – 1 | Atlético de Madrid  | Los Cármenes       | 23 de noviembre | 18:30 | 17.003 | Medié Jiménez        | 7 | 0 |
| Real Madrid C. F.     | 3 – 1 | Real Sociedad       | Santiago Bernabéu  | 23 de noviembre | 21:00 | 69.305 | Gil Manzano          | 2 | 0 |
| R. C. D. Espanyol     | 1 – 1 | Getafe C. F.        | RCDE Stadium       | 24 de noviembre | 12:00 | 22.031 | González Fuertes     | 7 | 0 |
| C. A. Osasuna         | 1 – 2 | Athletic Club       | El Sadar           | 24 de noviembre | 14:00 | 16.145 | Sánchez Martínez     | 7 | 0 |
| S. D. Eibar           | 0 – 2 | Deportivo Alavés    | Ipurúa             | 24 de noviembre | 16:00 | 6.317  | Mateu Lahoz          | 3 | 0 |
| Villarreal C. F.      | 1 – 3 | R. C. Celta de Vigo | La Cerámica        | 24 de noviembre | 18:30 | 17.241 | Munuera Montero      | 5 | 0 |
| Real Valladolid C. F. | 0 – 1 | Sevilla F. C.       | José Zorrilla      | 24 de noviembre | 21:00 | 18.288 | Prieto Iglesias      | 5 | 1 |

| R. C. Celta de Vigo | 0 – 0 | Real Valladolid C. F. | Balaídos            | 29 de noviembre | 21:00 | 16.918 | Alberola Rojas       | 4 | 0 |
| Deportivo Alavés    | 1 – 2 | Real Madrid C. F.     | Mendizorroza        | 30 de noviembre | 13:00 | 19.357 | Cuadra Fernández     | 7 | 0 |
| Real Sociedad       | 4 – 1 | S. D. Eibar           | Reale Arena         | 30 de noviembre | 16:00 | 28.612 | Del Cerro Grande     | 5 | 0 |
| R. C. D. Mallorca   | 1 – 2 | Real Betis            | Estadio de Son Moix | 30 de noviembre | 18:30 | 16.810 | Martínez Munuera     | 5 | 1 |
| Valencia C. F.      | 2 – 1 | Villarreal C. F.      | Mestalla            | 30 de noviembre | 21:00 | 38.521 | Soto Grado           | 3 | 0 |
| Sevilla F. C.       | 1 – 0 | C. D. Leganés         | Sánchez-Pizjuán     | 1 de diciembre  | 12:00 | 33.648 | De Burgos Bengoetxea | 6 | 0 |
| Athletic Club       | 2 – 0 | Granada C. F.         | San Mamés           | 1 de diciembre  | 14:00 | 37.974 | Cordero Vega         | 9 | 0 |
| R. C. D. Espanyol   | 2 – 4 | C. A. Osasuna         | RCDE Stadium        | 1 de diciembre  | 16:00 | 21.238 | Melero López         | 3 | 1 |
| Getafe C. F.        | 4 – 0 | Levante U. D.         | Alfonso Pérez       | 1 de diciembre  | 18:30 | 6.535  | Estrada Fernández    | 5 | 0 |
| Atlético de Madrid  | 0 – 1 | F. C. Barcelona       | Wanda Metropolitano | 1 de diciembre  | 21:00 | 64.198 | Mateu Lahoz          | 8 | 0 |

| Villarreal C. F.      | 0 – 0 | Atlético de Madrid  | La Cerámica        | 6 de diciembre | 22:00 | 17.964 | Hernández Hernández | 3 | 0 |
| Real Madrid C. F.     | 2 – 0 | R. C. D. Espanyol   | Santiago Bernabéu  | 7 de diciembre | 13:00 | 64.125 | Jaime Latre         | 7 | 0 |
| Granada C. F.         | 3 – 0 | Deportivo Alavés    | Los Cármenes       | 7 de diciembre | 16:00 | 14.773 | Gil Manzano         | 3 | 2 |
| Levante U. D.         | 2 – 4 | Valencia C. F.      | Ciudad de València | 7 de diciembre | 18:30 | 23.137 | Medié Jiménez       | 5 | 1 |
| F. C. Barcelona       | 5 – 2 | R. C. D. Mallorca   | Camp Nou           | 7 de diciembre | 21:00 | 71.072 | Munuera Montero     | 3 | 0 |
| S. D. Eibar           | 0 – 1 | Getafe C. F.        | Ipurúa             | 8 de diciembre | 12:00 | 5.969  | Prieto Iglesias     | 6 | 1 |
| Real Betis            | 3 – 2 | Athletic Club       | Benito Villamarín  | 8 de diciembre | 14:00 | 46.106 | Pizarro Gómez       | 6 | 0 |
| Real Valladolid C. F. | 0 – 0 | Real Sociedad       | José Zorrilla      | 8 de diciembre | 16:00 | 18.654 | González Fuertes    | 4 | 0 |
| C. D. Leganés         | 3 – 2 | R. C. Celta de Vigo | Butarque           | 8 de diciembre | 18:30 | 7.115  | Sánchez Martínez    | 8 | 1 |
| C. A. Osasuna         | 1 – 1 | Sevilla F. C.       | El Sadar           | 8 de diciembre | 21:00 | 15.045 | Estrada Fernández   | 8 | 1 |

| Deportivo Alavés    | 1 – 1 | C. D. Leganés         | Mendizorroza        | 13 de diciembre | 21:00 | 15.567 | Soto Grado           | 5 | 0 |
| Granada C. F.       | 1 – 2 | Levante U. D.         | Los Cármenes        | 14 de diciembre | 13:00 | 14.127 | Del Cerro Grande     | 4 | 0 |
| Real Sociedad       | 2 – 2 | F. C. Barcelona       | Reale Arena         | 14 de diciembre | 16:00 | 36.639 | Alberola Rojas       | 1 | 0 |
| Athletic Club       | 0 – 0 | S. D. Eibar           | San Mamés           | 14 de diciembre | 18:30 | 43.203 | Melero López         | 6 | 0 |
| Atlético de Madrid  | 2 – 0 | C. A. Osasuna         | Wanda Metropolitano | 14 de diciembre | 21:00 | 46.033 | Munuera Montero      | 2 | 0 |
| Getafe C. F.        | 2 – 0 | Real Valladolid C. F. | Alfonso Pérez       | 15 de diciembre | 12:00 | 10.816 | Mateu Lahoz          | 6 | 0 |
| R. C. Celta de Vigo | 2 – 2 | R. C. D. Mallorca     | Balaídos            | 15 de diciembre | 14:00 | 13.247 | De Burgos Bengoetxea | 6 | 1 |
| R. C. D. Espanyol   | 2 – 2 | Real Betis            | RCDE Stadium        | 15 de diciembre | 16:00 | 22.248 | Cuadra Fernández     | 5 | 0 |
| Sevilla F. C.       | 1 – 2 | Villarreal C. F.      | Sánchez-Pizjuán     | 15 de diciembre | 18:30 | 36.521 | Cordero Vega         | 2 | 0 |
| Valencia C. F.      | 1 – 1 | Real Madrid C. F.     | Mestalla            | 15 de diciembre | 21:00 | 44.265 | Sánchez Martínez     | 3 | 0 |

| S. D. Eibar           | 3 – 0 | Granada C. F.       | Ipurúa              | 20 de diciembre | 21:00 | 5.341  | González Fuertes  | 6 | 0 |
| R. C. D. Mallorca     | 0 – 2 | Sevilla F. C.       | Estadio de Son Moix | 21 de diciembre | 13:00 | 14.321 | Gil Manzano       | 8 | 0 |
| F. C. Barcelona       | 4 – 1 | Deportivo Alavés    | Camp Nou            | 21 de diciembre | 16:00 | 63.054 | Melero López      | 6 | 0 |
| Villarreal C. F.      | 1 – 0 | Getafe C. F.        | La Cerámica         | 21 de diciembre | 18:30 | 14.526 | Jaime Latre       | 5 | 1 |
| Real Valladolid C. F. | 1 – 1 | Valencia C. F.      | José Zorrilla       | 21 de diciembre | 21:00 | 16.295 | Pizarro Gómez     | 3 | 0 |
| C. D. Leganés         | 2 – 0 | R. C. D. Espanyol   | Butarque            | 22 de diciembre | 12:00 | 10.183 | Alberola Rojas    | 7 | 0 |
| C. A. Osasuna         | 3 – 4 | Real Sociedad       | El Sadar            | 22 de diciembre | 14:00 | 16.197 | Medié Jiménez     | 8 | 1 |
| Real Betis            | 1 – 2 | Atlético de Madrid  | Benito Villamarín   | 22 de diciembre | 16:00 | 52.017 | Estrada Fernández | 6 | 0 |
| Levante U. D.         | 3 – 1 | R. C. Celta de Vigo | Ciudad de València  | 22 de diciembre | 18:30 | 18.653 | Prieto Iglesias   | 9 | 0 |
| Real Madrid C. F.     | 0 – 0 | Athletic Club       | Santiago Bernabéu   | 22 de diciembre | 21:00 | 71.306 | Cordero Vega      | 1 | 0 |

| Real Valladolid C. F. | 2 – 2                                                                                                   | C. D. Leganés     | José Zorrilla       | 3 de enero | 19:00 | 21.492 | Martínez Munuera     | 5  | 0 |
| Sevilla F. C.         | 1 – 1                                                                                                   | Athletic Club     | Sánchez-Pizjuán     | 3 de enero | 21:00 | 37.972 | González González    | 6  | 0 |
| Valencia C. F.        | 1 – 0                                                                                                   | S. D. Eibar       | Mestalla            | 4 de enero | 13:00 | 39.856 | Hernández Hernández  | 2  | 1 |
| Getafe C. F.          | 0 – 3 (enlace roto disponible en Internet Archive; véase el historial, la primera versión y la última). | Real Madrid C. F. | Alfonso Pérez       | 4 de enero | 16:00 | 15.426 | Munuera Montero      | 5  | 0 |
| Atlético de Madrid    | 2 – 1                                                                                                   | Levante U. D.     | Wanda Metropolitano | 4 de enero | 18:30 | 58.711 | De Burgos Bengoetxea | 4  | 0 |
| R. C. D. Espanyol     | 2 – 2                                                                                                   | F. C. Barcelona   | RCDE Stadium        | 4 de enero | 21:00 | 31.233 | Del Cerro Grande     | 4  | 0 |
| Granada C. F.         | 1 – 0                                                                                                   | R. C. D. Mallorca | Los Cármenes        | 5 de enero | 12:00 | 16.428 | Soto Grado           | 6  | 0 |
| Real Sociedad         | 1 – 2                                                                                                   | Villarreal C. F.  | Reale Arena         | 5 de enero | 14:00 | 31.486 | Sánchez Martínez     | 9  | 0 |
| Deportivo Alavés      | 1 – 1                                                                                                   | Real Betis        | Mendizorroza        | 5 de enero | 16:00 | 13.875 | Mateu Lahoz          | 10 | 1 |
| R. C. Celta de Vigo   | 1 – 1                                                                                                   | C. A. Osasuna     | Balaídos            | 5 de enero | 21:00 | 11.983 | Cuadra Fernández     | 6  | 0 |

| C. D. Leganés     | 0 – 3 | Getafe C. F.          | Butarque            | 17 de enero | 21:00 | 11.450 | Estrada Fernández | 10 | 0 |
| Levante U. D.     | 0 – 1 | Deportivo Alavés      | Ciudad de València  | 18 de enero | 13:00 | 16.848 | Jaime Latre       | 6  | 0 |
| Real Madrid C. F. | 2 – 1 | Sevilla F. C.         | Santiago Bernabéu   | 18 de enero | 16:00 | 72.512 | Martínez Munuera  | 4  | 0 |
| C. A. Osasuna     | 0 – 0 | Real Valladolid C. F. | El Sadar            | 18 de enero | 18:30 | 15.382 | Alberola Rojas    | 4  | 0 |
| S. D. Eibar       | 2 – 0 | Atlético de Madrid    | Ipurúa              | 18 de enero | 21:00 | 6.429  | Gil Manzano       | 3  | 0 |
| R. C. D. Mallorca | 4 – 1 | Valencia C. F.        | Estadio de Son Moix | 19 de enero | 12:00 | 9.856  | Melero López      | 8  | 0 |
| Real Betis        | 3 – 0 | Real Sociedad         | Benito Villamarín   | 19 de enero | 14:00 | 51.171 | Cordero Vega      | 4  | 0 |
| Villarreal C. F.  | 1 – 2 | R. C. D. Espanyol     | La Cerámica         | 19 de enero | 16:00 | 12.053 | González Fuerte   | 3  | 1 |
| Athletic Club     | 1 – 1 | R. C. Celta de Vigo   | San Mamés           | 19 de enero | 18:30 | 41.348 | Medié Jiménez     | 7  | 0 |
| F. C. Barcelona   | 1 – 0 | Granada C. F.         | Camp Nou            | 19 de enero | 21:00 | 65.444 | Pizarro Gómez     | 2  | 1 |

| C. A. Osasuna         | 2 – 0 | Levante U. D.     | El Sadar            | 24 de enero | 21:00 | 14.667 | Soto Grado           | 6 | 0 |
| R. C. D. Espanyol     | 1 – 1 | Athletic Club     | RCDE Stadium        | 25 de enero | 13:00 | 27.542 | Sánchez Martínez     | 4 | 0 |
| Valencia C. F.        | 2 – 0 | F. C. Barcelona   | Mestalla            | 25 de enero | 16:00 | 45.882 | Gil Manzano          | 4 | 0 |
| Deportivo Alavés      | 1 – 2 | Villarreal C. F.  | Mendizorroza        | 25 de enero | 18:30 | 18.153 | Munuera Montero      | 3 | 0 |
| Sevilla F. C.         | 2 – 0 | Granada C. F.     | Sánchez-Pizjuán     | 25 de enero | 21:00 | 33.533 | Hernández Hernández  | 5 | 0 |
| Atlético de Madrid    | 0 – 0 | C. D. Leganés     | Wanda Metropolitano | 26 de enero | 12:00 | 52.767 | Mateu Lahoz          | 5 | 1 |
| R. C. Celta de Vigo   | 0 – 0 | S. D. Eibar       | Balaídos            | 26 de enero | 14:00 | 15.490 | González González    | 1 | 0 |
| Getafe C. F.          | 1 – 0 | Real Betis        | Alfonso Pérez       | 26 de enero | 16:00 | 13.244 | Prieto Iglesias      | 6 | 1 |
| Real Sociedad         | 3 – 0 | R. C. D. Mallorca | Reale Arena         | 26 de enero | 18:30 | 29.912 | Jaime Latre          | 2 | 0 |
| Real Valladolid C. F. | 0 – 1 | Real Madrid C. F. | José Zorrilla       | 26 de enero | 21:00 | 23.404 | De Burgos Bengoetxea | 4 | 0 |

| Granada C. F.     | 2 – 1 | R. C. D. Espanyol     | Los Cármenes        | 1 de febrero | 13:00 | 15.368 | Cuadra Fernández  | 6 | 0 |
| Real Madrid C. F. | 1 – 0 | Atlético de Madrid    | Santiago Bernabéu   | 1 de febrero | 16:00 | 76.955 | Estrada Fernández | 4 | 0 |
| R. C. D. Mallorca | 0 – 1 | Real Valladolid C. F. | Estadio de Son Moix | 1 de febrero | 18:30 | 13.644 | Medié Jiménez     | 5 | 0 |
| Valencia C. F.    | 1 – 0 | R. C. Celta de Vigo   | Mestalla            | 1 de febrero | 21:00 | 39.733 | González Fuertes  | 9 | 0 |
| C. D. Leganés     | 2 – 1 | Real Sociedad         | Butarque            | 2 de febrero | 12:00 | 10.913 | Melero López      | 7 | 0 |
| S. D. Eibar       | 1 – 1 | Real Betis            | Ipurúa              | 2 de febrero | 14:00 | 6.564  | Martínez Munuera  | 4 | 0 |
| Athletic Club     | 0 – 2 | Getafe C. F.          | San Mamés           | 2 de febrero | 16:00 | 40.408 | Alberola Rojas    | 7 | 0 |
| Sevilla F. C.     | 1 – 1 | Deportivo Alavés      | Sánchez-Pizjuán     | 2 de febrero | 18:30 | 36.418 | Del Cerro Grande  | 3 | 0 |
| Villarreal C. F.  | 3 – 1 | C. A. Osasuna         | La Cerámica         | 2 de febrero | 18:30 | 16.961 | Pizarro Gómez     | 5 | 0 |
| F. C. Barcelona   | 2 – 1 | Levante U. D.         | Camp Nou            | 2 de febrero | 21:00 | 60.295 | Cordero Vega      | 2 | 0 |

| Deportivo Alavés      | 2 – 1 | S. D. Eibar       | Mendizorroza        | 7 de febrero | 21:00 | 17.089 | Prieto Iglesias      | 4  | 0 |
| Levante U. D.         | 2 – 0 | C. D. Leganés     | Ciudad de València  | 8 de febrero | 13:00 | 17.110 | González González    | 5  | 0 |
| Getafe C. F.          | 3 – 0 | Valencia C. F.    | Alfonso Pérez       | 8 de febrero | 16:00 | 13.070 | De Burgos Bengoetxea | 8  | 1 |
| Real Valladolid C. F. | 1 – 1 | Villarreal C. F.  | José Zorrilla       | 8 de febrero | 18:30 | 19.557 | Hernández Hernández  | 6  | 0 |
| Atlético de Madrid    | 1 – 0 | Granada C. F.     | Wanda Metropolitano | 8 de febrero | 21:00 | 54.113 | Soto Grado           | 10 | 0 |
| R. C. D. Espanyol     | 1 – 0 | R. C. D. Mallorca | RCDE Stadium        | 9 de febrero | 12:00 | 32.084 | Mateu Lahoz          | 8  | 0 |
| Real Sociedad         | 2 – 1 | Athletic Club     | Reale Arena         | 9 de febrero | 14:00 | 36.730 | Munuera Montero      | 4  | 1 |
| C. A. Osasuna         | 1 – 4 | Real Madrid C. F. | El Sadar            | 9 de febrero | 16:00 | 17.000 | Gil Manzano          | 4  | 0 |
| R. C. Celta de Vigo   | 2 – 1 | Sevilla F. C.     | Balaídos            | 9 de febrero | 18:30 | 20.375 | Jaime Latre          | 5  | 0 |
| Real Betis            | 2 – 3 | F. C. Barcelona   | Benito Villamarín   | 9 de febrero | 21:00 | 54.526 | Sánchez Martínez     | 13 | 0 |

| Valencia C. F.    | 2 – 2 | Atlético de Madrid    | Mestalla            | 14 de febrero | 21:00 | 43.297 | Medié Jiménez     | 5 | 0 |
| R. C. D. Mallorca | 1 – 0 | Deportivo Alavés      | Estadio de Son Moix | 15 de febrero | 13:00 | 12.329 | Pizarro Gómez     | 2 | 0 |
| F. C. Barcelona   | 2 – 1 | Getafe C. F.          | Camp Nou            | 15 de febrero | 16:00 | 80.409 | Cuadra Fernández  | 5 | 0 |
| Villarreal C. F.  | 2 – 1 | Levante U. D.         | La Cerámica         | 15 de febrero | 18:30 | 17.269 | Melero López      | 4 | 0 |
| Granada C. F.     | 2 – 1 | Real Valladolid C. F. | Los Cármenes        | 15 de febrero | 21:00 | 15.782 | Martínez Munuera  | 4 | 0 |
| Sevilla F. C.     | 2 – 2 | R. C. D. Espanyol     | Sánchez-Pizjuán     | 16 de febrero | 12:00 | 35.661 | Cordero Vega      | 6 | 1 |
| C. D. Leganés     | 0 – 0 | Real Betis            | Butarque            | 16 de febrero | 14:00 | 11.160 | Estrada Fernández | 8 | 1 |
| Athletic Club     | 0 – 1 | C. A. Osasuna         | San Mamés           | 16 de febrero | 18:30 | 44.222 | González Fuertes  | 8 | 0 |
| Real Madrid C. F. | 2 – 2 | R. C. Celta de Vigo   | Santiago Bernabéu   | 16 de febrero | 21:00 | 62.447 | Alberola Rojas    | 4 | 0 |
| S. D. Eibar       | 1 – 2 | Real Sociedad         | Ipurúa              | 10 de marzo   | 20:00 | 0      | Medié Jiménez     | 5 | 0 |

| Real Betis            | 3 – 3 | R. C. D. Mallorca | Benito Villamarín   | 21 de febrero | 21:00 | 47.231 | Gil Manzano          | 3  | 0 |
| R. C. Celta de Vigo   | 1 – 0 | C. D. Leganés     | Balaídos            | 22 de febrero | 13:00 | 19.335 | Munuera Montero      | 5  | 1 |
| F. C. Barcelona       | 5 – 0 | S. D. Eibar       | Camp Nou            | 22 de febrero | 16:00 | 66.970 | Soto Grado           | 2  | 0 |
| Real Sociedad         | 3 – 0 | Valencia C. F.    | Reale Arena         | 22 de febrero | 18:30 | 31.381 | González González    | 2  | 0 |
| Levante U. D.         | 1 – 0 | Real Madrid C. F. | Ciudad de València  | 22 de febrero | 21:00 | 23.566 | Hernández Hernández  | 3  | 0 |
| C. A. Osasuna         | 0 – 3 | Granada C. F.     | El Sadar            | 23 de febrero | 12:00 | 14.905 | Sánchez Martínez     | 4  | 0 |
| Deportivo Alavés      | 2 – 1 | Athletic Club     | Mendizorroza        | 23 de febrero | 14:00 | 15.749 | Mateu Lahoz          | 8  | 0 |
| Real Valladolid C. F. | 2 – 1 | R. C. D. Espanyol | José Zorrilla       | 23 de febrero | 16:00 | 19.723 | Prieto Iglesias      | 6  | 0 |
| Getafe C. F.          | 0 – 3 | Sevilla F. C.     | Alfonso Pérez       | 23 de febrero | 18:30 | 13.196 | Estrada Fernández    | 10 | 0 |
| Atlético de Madrid    | 3 – 1 | Villarreal C. F.  | Wanda Metropolitano | 23 de febrero | 21:00 | 54.166 | De Burgos Bengoetxea | 3  | 0 |

| Real Sociedad     | 1 – 0 | Real Valladolid C. F. | Reale Arena         | 28 de febrero | 21:00 | 30.611 | Pizarro Gómez    | 2  | 0 |
| S. D. Eibar       | 3 – 0 | Levante U. D.         | Ipurúa              | 29 de febrero | 13:00 | 5.920  | González Fuertes | 5  | 0 |
| Valencia C. F.    | 2 – 1 | Real Betis            | Mestalla            | 29 de febrero | 16:00 | 37.418 | Cordero Vega     | 5  | 0 |
| C. D. Leganés     | 1 – 1 | Deportivo Alavés      | Butarque            | 29 de febrero | 18:30 | 10.043 | Martínez Munuera | 6  | 0 |
| Granada C. F.     | 0 – 0 | R. C. Celta de Vigo   | Los Cármenes        | 29 de febrero | 21:00 | 15.877 | Cuadra Fernández | 7  | 0 |
| Sevilla F. C.     | 3 – 2 | C. A. Osasuna         | Sánchez-Pizjuán     | 1 de marzo    | 12:00 | 31.453 | Del Cerro Grande | 4  | 1 |
| Athletic Club     | 1 – 0 | Villarreal C. F.      | San Mamés           | 1 de marzo    | 14:00 | 36.350 | Medié Jiménez    | 12 | 0 |
| R. C. D. Espanyol | 1 – 1 | Atlético de Madrid    | RCDE Stadium        | 1 de marzo    | 16:00 | 30.360 | Alberola Rojas   | 7  | 0 |
| R. C. D. Mallorca | 0 – 1 | Getafe C. F.          | Estadio de Son Moix | 1 de marzo    | 18:30 | 14.241 | Melero López     | 10 | 0 |
| Real Madrid C. F. | 2 – 0 | F. C. Barcelona       | Santiago Bernabéu   | 1 de marzo    | 21:00 | 78.357 | Mateu Lahoz      | 4  | 0 |

| Deportivo Alavés      | 1 – 1 | Valencia C. F.      | Mendizorroza        | 6 de marzo | 21:00 | 10.779 | Gil Manzano          | 8 | 0 |
| S. D. Eibar           | 1 – 2 | R. C. D. Mallorca   | Ipurúa              | 7 de marzo | 13:00 | 6.149  | Estrada Fernández    | 9 | 0 |
| Atlético de Madrid    | 2 – 2 | Sevilla F. C.       | Wanda Metropolitano | 7 de marzo | 16:00 | 60.374 | Hernández Hernández  | 6 | 0 |
| F. C. Barcelona       | 1 – 0 | Real Sociedad       | Camp Nou            | 7 de marzo | 18:30 | 77.035 | Martínez Munuera     | 7 | 0 |
| Getafe C. F.          | 0 – 0 | R. C. Celta de Vigo | Alfonso Pérez       | 7 de marzo | 21:00 | 11.042 | Sánchez Martínez     | 9 | 1 |
| C. A. Osasuna         | 1 – 0 | R. C. D. Espanyol   | El Sadar            | 8 de marzo | 12:00 | 15.770 | De Burgos Bengoetxea | 4 | 1 |
| Real Valladolid C. F. | 1 – 4 | Athletic Club       | José Zorrilla       | 8 de marzo | 14:00 | 21.677 | Munuera Montero      | 3 | 0 |
| Levante U. D.         | 1 – 1 | Granada C. F.       | Ciudad de València  | 8 de marzo | 16:00 | 15.808 | Prieto Iglesias      | 6 | 0 |
| Villarreal C. F.      | 1 – 2 | C. D. Leganés       | La Cerámica         | 8 de marzo | 18:30 | 15.496 | Soto Grado           | 7 | 0 |
| Real Betis            | 2 – 1 | Real Madrid C. F.   | Benito Villamarín   | 8 de marzo | 21:00 | 50.596 | González González    | 2 | 0 |

| Sevilla F. C.       | 2 – 0 | Real Betis            | Sánchez-Pizjuán     | 11 de junio | 22:00 | 0 | Mateu Lahoz       | 2  | 0 |
| Granada C. F.       | 2 – 1 | Getafe C. F.          | Los Cármenes        | 12 de junio | 19:30 | 0 | Medié Jiménez     | 10 | 0 |
| Valencia C. F.      | 1 – 1 | Levante U. D.         | Mestalla            | 12 de junio | 22:00 | 0 | Alberola Rojas    | 5  | 0 |
| R. C. D. Espanyol   | 2 – 0 | Deportivo Alavés      | RCDE Stadium        | 13 de junio | 14:00 | 0 | González Fuertes  | 7  | 1 |
| R. C. Celta de Vigo | 0 – 1 | Villarreal C. F.      | Balaídos            | 13 de junio | 17:00 | 0 | Pizarro Gómez     | 2  | 0 |
| C. D. Leganés       | 1 – 2 | Real Valladolid C. F. | Butarque            | 13 de junio | 19:30 | 0 | Melero López      | 4  | 0 |
| R. C. D. Mallorca   | 0 – 4 | F. C. Barcelona       | Estadio de Son Moix | 13 de junio | 22:00 | 0 | Del Cerro Grande  | 3  | 0 |
| Athletic Club       | 1 – 1 | Atlético de Madrid    | San Mamés           | 14 de junio | 14:00 | 0 | González González | 3  | 0 |
| Real Madrid C. F.   | 3 – 1 | S. D. Eibar           | Alfredo Di Stéfano  | 14 de junio | 19:30 | 0 | Cuadra Fernández  | 2  | 0 |
| Real Sociedad       | 1 – 1 | C. A. Osasuna         | Reale Arena         | 14 de junio | 22:00 | 0 | Cordero Vega      | 4  | 0 |

| Levante U. D.         | 1 – 1 | Sevilla F. C.       | Camilo Cano        | 15 de junio | 19:30 | 0 | Hernández Hernández  | 2 | 0 |
| Real Betis            | 2 – 2 | Granada C. F.       | Benito Villamarín  | 15 de junio | 22:00 | 0 | Soto Grado           | 6 | 0 |
| Getafe C. F.          | 0 – 0 | R. C. D. Espanyol   | Alfonso Pérez      | 16 de junio | 19:30 | 0 | Munuera Montero      | 5 | 1 |
| Villarreal C. F.      | 1 – 0 | R. C. D. Mallorca   | La Cerámica        | 16 de junio | 19:30 | 0 | Estrada Fernández    | 7 | 0 |
| F. C. Barcelona       | 2 – 0 | C. D. Leganés       | Camp Nou           | 16 de junio | 22:00 | 0 | Martínez Munuera     | 8 | 0 |
| S. D. Eibar           | 2 – 2 | Athletic Club       | Ipurúa             | 17 de junio | 19:30 | 0 | Prieto Iglesias      | 5 | 0 |
| Real Valladolid C. F. | 0 – 0 | R. C. Celta de Vigo | José Zorrilla      | 17 de junio | 19:30 | 0 | Gil Manzano          | 6 | 0 |
| C. A. Osasuna         | 0 – 5 | Atlético de Madrid  | El Sadar           | 17 de junio | 22:00 | 0 | De Burgos Bengoetxea | 6 | 0 |
| Deportivo Alavés      | 2 – 0 | Real Sociedad       | Mendizorroza       | 18 de junio | 19:30 | 0 | Jaime Latre          | 7 | 0 |
| Real Madrid C. F.     | 3 – 0 | Valencia C. F.      | Alfredo Di Stéfano | 18 de junio | 22:00 | 0 | Sánchez Martínez     | 2 | 1 |

| Granada C. F.       | 0 – 1 | Villarreal C. F.      | Los Cármenes        | 19 de junio | 19:30 | 0 | Cuadra Fernández  | 3  | 0 |
| R. C. D. Mallorca   | 1 – 1 | C. D. Leganés         | Estadio de Son Moix | 19 de junio | 19:30 | 0 | Mateu Lahoz       | 10 | 0 |
| Sevilla F. C.       | 0 – 0 | F. C. Barcelona       | Sánchez-Pizjuán     | 19 de junio | 22:00 | 0 | González González | 5  | 0 |
| R. C. D. Espanyol   | 1 – 3 | Levante U. D.         | RCDE Stadium        | 20 de junio | 14:00 | 0 | Del Cerro Grande  | 2  | 0 |
| Athletic Club       | 1 – 0 | Real Betis            | San Mamés           | 20 de junio | 17:00 | 0 | Pizarro Gómez     | 4  | 0 |
| Getafe C. F.        | 1 – 1 | S. D. Eibar           | Alfonso Pérez       | 20 de junio | 19:30 | 0 | Alberola Rojas    | 3  | 0 |
| Atlético de Madrid  | 1 – 0 | Real Valladolid C. F. | Wanda Metropolitano | 20 de junio | 22:00 | 0 | González Fuertes  | 6  | 0 |
| R. C. Celta de Vigo | 6 – 0 | Deportivo Alavés      | Balaídos            | 21 de junio | 14:00 | 0 | Cordero Vega      | 2  | 1 |
| Valencia C. F.      | 2 – 0 | C. A. Osasuna         | Mestalla            | 21 de junio | 19:30 | 0 | Medié Jiménez     | 3  | 0 |
| Real Sociedad       | 1 – 2 | Real Madrid C. F.     | Reale Arena         | 21 de junio | 22:00 | 0 | Estrada Fernández | 6  | 0 |

| Villarreal C. F.      | 2 – 2 | Sevilla F. C.       | La Cerámica        | 22 de junio | 19:30 | 0 | Sánchez Martínez     | 6 | 0 |
| C. D. Leganés         | 0 – 0 | Granada C. F.       | Butarque           | 22 de junio | 22:00 | 0 | De Burgos Bengoetxea | 8 | 0 |
| Levante U. D.         | 0 – 1 | Atlético de Madrid  | Camilo Cano        | 23 de junio | 19:30 | 0 | Munuera Montero      | 6 | 0 |
| Real Valladolid C. F. | 1 – 1 | Getafe C. F.        | José Zorrilla      | 23 de junio | 19:30 | 0 | Soto Grado           | 7 | 0 |
| F. C. Barcelona       | 1 – 0 | Athletic Club       | Camp Nou           | 23 de junio | 22:00 | 0 | Gil Manzano          | 3 | 0 |
| Deportivo Alavés      | 0 – 1 | C. A. Osasuna       | Mendizorroza       | 24 de junio | 19:30 | 0 | Hernández Hernández  | 5 | 0 |
| Real Sociedad         | 0 – 1 | R. C. Celta de Vigo | Reale Arena        | 24 de junio | 19:30 | 0 | Prieto Iglesias      | 6 | 0 |
| Real Madrid C. F.     | 2 – 0 | R. C. D. Mallorca   | Alfredo Di Stéfano | 24 de junio | 22:00 | 0 | Melero López         | 6 | 0 |
| S. D. Eibar           | 1 – 0 | Valencia C. F.      | Ipurúa             | 25 de junio | 19:30 | 0 | Jaime Latre          | 6 | 0 |
| Real Betis            | 1 – 0 | R. C. D. Espanyol   | Benito Villamarín  | 25 de junio | 22:00 | 0 | Martínez Munuera     | 8 | 0 |

| Sevilla F. C.       | 1 – 1 | Real Valladolid C. F. | Sánchez-Pizjuán     | 26 de junio | 22:00 | 0 | Pizarro Gómez     | 5 | 0 |
| Athletic Club       | 3 – 1 | R. C. D. Mallorca     | San Mamés           | 27 de junio | 14:00 | 0 | González Fuertes  | 3 | 0 |
| R. C. Celta de Vigo | 2 – 2 | F. C. Barcelona       | Balaídos            | 27 de junio | 17:00 | 0 | Cuadra Fernández  | 7 | 0 |
| C. A. Osasuna       | 2 – 1 | C. D. Leganés         | El Sadar            | 27 de junio | 19:30 | 0 | Alberola Rojas    | 2 | 0 |
| Atlético de Madrid  | 2 – 1 | Deportivo Alavés      | Wanda Metropolitano | 27 de junio | 22:00 | 0 | Melero López      | 5 | 0 |
| Levante U. D.       | 4 – 2 | Real Betis            | Camilo Cano         | 28 de junio | 14:00 | 0 | Jaime Latre       | 4 | 0 |
| Villarreal C. F.    | 2 – 0 | Valencia C. F.        | La Cerámica         | 28 de junio | 17:00 | 0 | González González | 2 | 0 |
| Granada C. F.       | 1 – 2 | S. D. Eibar           | Los Cármenes        | 28 de junio | 19:30 | 0 | Del Cerro Grande  | 1 | 0 |
| R. C. D. Espanyol   | 0 – 1 | Real Madrid C. F.     | RCDE Stadium        | 28 de junio | 22:00 | 0 | Mateu Lahoz       | 2 | 0 |
| Getafe C. F.        | 2 – 1 | Real Sociedad         | Alfonso Pérez       | 29 de junio | 22:00 | 0 | Cordero Vega      | 9 | 0 |

| R. C. D. Mallorca     | 5 – 1 | R. C. Celta de Vigo | Estadio de Son Moix | 30 de junio | 19:30 | 0 | De Burgos Bengoetxea | 5 | 0 |
| C. D. Leganés         | 0 – 3 | Sevilla F. C.       | Butarque            | 30 de junio | 21:00 | 0 | Soto Grado           | 7 | 0 |
| F. C. Barcelona       | 2 – 2 | Atlético de Madrid  | Camp Nou            | 30 de junio | 22:00 | 0 | Hernández Hernández  | 8 | 0 |
| Deportivo Alavés      | 0 – 2 | Granada C. F.       | Mendizorroza        | 1 de julio  | 19:30 | 0 | Prieto Iglesias      | 5 | 0 |
| Valencia C. F.        | 0 – 2 | Athletic Club       | Mestalla            | 1 de julio  | 19:30 | 0 | Estrada Fernández    | 1 | 0 |
| Real Betis            | 0 – 2 | Villarreal C. F.    | Benito Villamarín   | 1 de julio  | 22:00 | 0 | Gil Manzano          | 5 | 0 |
| Real Valladolid C. F. | 0 – 0 | Levante U. D.       | José Zorrilla       | 1 de julio  | 22:00 | 0 | Medié Jiménez        | 3 | 0 |
| S. D. Eibar           | 0 – 2 | C. A. Osasuna       | Ipurúa              | 2 de julio  | 19:30 | 0 | Munuera Montero      | 2 | 0 |
| Real Sociedad         | 2 – 1 | R. C. D. Espanyol   | Reale Arena         | 2 de julio  | 19:30 | 0 | Sánchez Martínez     | 3 | 0 |
| Real Madrid C. F.     | 1 – 0 | Getafe C. F.        | Alfredo Di Stéfano  | 2 de julio  | 22:00 | 0 | Martínez Munuera     | 9 | 0 |

| Atlético de Madrid    | 3 – 0 | R. C. D. Mallorca | Wanda Metropolitano | 3 de julio | 22:00 | 0 | Alberola Rojas    | 3 | 0 |
| R. C. Celta de Vigo   | 1 – 1 | Real Betis        | Balaídos            | 4 de julio | 17:00 | 0 | González Fuertes  | 9 | 0 |
| Real Valladolid C. F. | 1 – 0 | Deportivo Alavés  | José Zorrilla       | 4 de julio | 19:30 | 0 | Jaime Latre       | 5 | 0 |
| Granada C. F.         | 2 – 2 | Valencia C. F.    | Los Cármenes        | 4 de julio | 22:00 | 0 | Cordero Vega      | 4 | 0 |
| Athletic Club         | 0 – 1 | Real Madrid C. F. | San Mamés           | 5 de julio | 14:00 | 0 | González González | 7 | 0 |
| R. C. D. Espanyol     | 0 – 1 | C. D. Leganés     | RCDE Stadium        | 5 de julio | 17:00 | 0 | Cuadra Fernández  | 7 | 0 |
| C. A. Osasuna         | 0 – 0 | Getafe C. F.      | El Sadar            | 5 de julio | 19:30 | 0 | Melero López      | 9 | 0 |
| Villarreal C. F.      | 1 – 4 | F. C. Barcelona   | La Cerámica         | 5 de julio | 22:00 | 0 | Del Cerro Grande  | 1 | 0 |
| Levante U. D.         | 1 – 1 | Real Sociedad     | Camilo Cano         | 6 de julio | 19:30 | 0 | Pizarro Gómez     | 5 | 0 |
| Sevilla F. C.         | 1 – 0 | S. D. Eibar       | Sánchez-Pizjuán     | 6 de julio | 22:00 | 0 | Mateu Lahoz       | 4 | 0 |

| Valencia C. F.      | 2 – 1 | Real Valladolid C. F. | Mestalla            | 7 de julio  | 19:30 | 0 | De Burgos Bengoetxea | 3 | 0 |
| R. C. Celta de Vigo | 1 – 1 | Atlético de Madrid    | Balaídos            | 7 de julio  | 22:00 | 0 | Sánchez Martínez     | 7 | 0 |
| Real Betis          | 3 – 0 | C. A. Osasuna         | Benito Villamarín   | 8 de julio  | 20:30 | 0 | Hernández Hernández  | 6 | 0 |
| Getafe C. F.        | 1 – 3 | Villarreal C. F.      | Alfonso Pérez       | 8 de julio  | 20:30 | 0 | Estrada Fernández    | 5 | 0 |
| F. C. Barcelona     | 1 – 0 | R. C. D. Espanyol     | Camp Nou            | 8 de julio  | 22:00 | 0 | Munuera Montero      | 1 | 2 |
| S. D. Eibar         | 0 – 0 | C. D. Leganés         | Ipurúa              | 9 de julio  | 19:30 | 0 | Prieto Iglesias      | 6 | 0 |
| R. C. D. Mallorca   | 2 – 0 | Levante U. D.         | Estadio de Son Moix | 9 de julio  | 19:30 | 0 | Soto Grado           | 4 | 0 |
| Athletic Club       | 1 – 2 | Sevilla F. C.         | San Mamés           | 9 de julio  | 22:00 | 0 | Medié Jiménez        | 5 | 0 |
| Real Sociedad       | 2 – 3 | Granada C. F.         | Reale Arena         | 10 de julio | 19:30 | 0 | Martínez Munuera     | 5 | 0 |
| Real Madrid C. F.   | 2 – 0 | Deportivo Alavés      | Alfredo Di Stéfano  | 10 de julio | 22:00 | 0 | Gil Manzano          | 1 | 0 |

| C. A. Osasuna         | 2 – 1 | R. C. Celta de Vigo | El Sadar            | 11 de julio | 17:00 | 0 | Pizarro Gómez     | 4 | 0 |
| Real Valladolid C. F. | 0 – 1 | F. C. Barcelona     | José Zorrilla       | 11 de julio | 19:30 | 0 | Mateu Lahoz       | 4 | 0 |
| Atlético de Madrid    | 1 – 0 | Real Betis          | Wanda Metropolitano | 11 de julio | 22:00 | 0 | González González | 4 | 1 |
| R. C. D. Espanyol     | 0 – 2 | S. D. Eibar         | RCDE Stadium        | 12 de julio | 14:00 | 0 | Del Cerro Grande  | 4 | 0 |
| Levante U. D.         | 1 – 2 | Athletic Club       | Camilo Cano         | 12 de julio | 17:00 | 0 | Alberola Rojas    | 1 | 0 |
| C. D. Leganés         | 1 – 0 | Valencia C. F.      | Butarque            | 12 de julio | 19:30 | 0 | Melero López      | 5 | 1 |
| Sevilla F. C.         | 2 – 0 | R. C. D. Mallorca   | Sánchez-Pizjuán     | 12 de julio | 22:00 | 0 | Cordero Vega      | 5 | 0 |
| Deportivo Alavés      | 0 – 0 | Getafe C. F.        | Mendizorroza        | 13 de julio | 19:30 | 0 | González Fuertes  | 6 | 0 |
| Villarreal C. F.      | 1 – 2 | Real Sociedad       | La Cerámica         | 13 de julio | 19:30 | 0 | Cuadra Fernández  | 4 | 0 |
| Granada C. F.         | 1 – 2 | Real Madrid C. F.   | Los Cármenes        | 13 de julio | 22:00 | 0 | Jaime Latre       | 4 | 0 |

| S. D. Eibar           | 3 – 1 | Real Valladolid C. F. | Ipurúa              | 16 de julio | 18:30 | 0 | Soto Grado          | 4  | 0 |
| Athletic Club         | 0 – 2 | C. D. Leganés         | San Mamés           | 16 de julio | 21:00 | 0 | Martínez Munuera    | 5  | 1 |
| Getafe C. F.          | 0 – 2 | Atlético de Madrid    | Alfonso Pérez       | 16 de julio | 21:00 | 0 | Mateu Lahoz         | 3  | 1 |
| Real Madrid C. F. (C) | 2 – 1 | Villarreal C. F.      | Alfredo Di Stéfano  | 16 de julio | 21:00 | 0 | Hernández Hernández | 5  | 0 |
| R. C. Celta de Vigo   | 2 – 3 | Levante U. D.         | Balaídos            | 16 de julio | 21:00 | 0 | Munuera Montero     | 4  | 1 |
| Real Sociedad         | 0 – 0 | Sevilla F. C.         | Reale Arena         | 16 de julio | 21:00 | 0 | Del Cerro Grande    | 3  | 0 |
| Real Betis            | 1 – 2 | Deportivo Alavés      | Benito Villamarín   | 16 de julio | 21:00 | 0 | Medié Jiménez       | 12 | 1 |
| Valencia C. F.        | 1 – 0 | R. C. D. Espanyol     | Mestalla            | 16 de julio | 21:00 | 0 | Prieto Iglesias     | 6  | 1 |
| F. C. Barcelona       | 1 – 2 | C. A. Osasuna         | Camp Nou            | 16 de julio | 21:00 | 0 | Sánchez Martínez    | 5  | 1 |
| R. C. D. Mallorca     | 1 – 2 | Granada C. F.         | Estadio de Son Moix | 16 de julio | 21:00 | 0 | Estrada Fernández   | 13 | 1 |

| Deportivo Alavés      | 0 – 5 | F. C. Barcelona     | Mendizorroza        | 19 de julio | 17:00 | 0 | Martínez Munuera     | 0 | 0 |
| Villarreal C. F.      | 4 – 0 | S. D. Eibar         | La Cerámica         | 19 de julio | 18:30 | 0 | Alberola Rojas       | 0 | 0 |
| Real Valladolid C. F. | 2 – 0 | Real Betis          | José Zorrilla       | 19 de julio | 18:30 | 0 | Jaime Latre          | 4 | 0 |
| Atlético de Madrid    | 1 – 1 | Real Sociedad       | Wanda Metropolitano | 19 de julio | 21:00 | 0 | González Fuertes     | 3 | 0 |
| C. A. Osasuna         | 2 – 2 | R. C. D. Mallorca   | El Sadar            | 19 de julio | 21:00 | 0 | Mateu Lahoz          | 2 | 0 |
| Granada C. F.         | 4 – 0 | Athletic Club       | Los Cármenes        | 19 de julio | 21:00 | 0 | Del Cerro Grande     | 3 | 0 |
| Levante U. D.         | 1 – 0 | Getafe C. F.        | Camilo Cano         | 19 de julio | 21:00 | 0 | De Burgos Bengoetxea | 6 | 0 |
| R. C. D. Espanyol     | 0 – 0 | R. C. Celta de Vigo | RCDE Stadium        | 19 de julio | 21:00 | 0 | Cordero Vega         | 5 | 0 |
| Sevilla F. C.         | 1 – 0 | Valencia C. F.      | Sánchez-Pizjuán     | 19 de julio | 21:00 | 0 | González González    | 1 | 0 |
| C. D. Leganés         | 2 – 2 | Real Madrid C. F.   | Butarque            | 19 de julio | 21:00 | 0 | Cuadra Fernández     | 5 | 0 |

### Tabla de resultados cruzados
| Local \ Visitante   | ALA | ATH | ATM | BAR | CEL | EIB | ESP | GET | GRA | LEG | LEV | MAL | OSA | BET | RMA | RSO | SEV | VAL | VLL | VIL |
| ------------------- | --- | --- | --- | --- | --- | --- | --- | --- | --- | --- | --- | --- | --- | --- | --- | --- | --- | --- | --- | --- |
| Deportivo Alavés    | —   | 2–1 | 1–1 | 0–5 | 2–0 | 2–1 | 0–0 | 0–0 | 0–2 | 1–1 | 1–0 | 2–0 | 0–1 | 1–1 | 1–2 | 2–0 | 0–1 | 1–1 | 3–0 | 1–2 |
| Athletic Club       | 2–0 | —   | 1–1 | 1–0 | 1–1 | 0–0 | 3–0 | 0–2 | 2–0 | 0–2 | 2–1 | 3–1 | 0–1 | 1–0 | 0–1 | 2–0 | 1–2 | 0–1 | 1–1 | 1–0 |
| Atlético de Madrid  | 2–1 | 2–0 | —   | 0–1 | 0–0 | 3–2 | 3–1 | 1–0 | 1–0 | 0–0 | 2–1 | 3–0 | 2–0 | 1–0 | 0–0 | 1–1 | 2–2 | 1–1 | 1–0 | 3–1 |
| F. C. Barcelona     | 4–1 | 1–0 | 2–2 | —   | 4–1 | 5–0 | 1–0 | 2–1 | 1–0 | 2–0 | 2–1 | 5–2 | 1–2 | 5–2 | 0–0 | 1–0 | 4–0 | 5–2 | 5–1 | 2–1 |
| R. C. Celta de Vigo | 6–0 | 1–0 | 1–1 | 2–2 | —   | 0–0 | 1–1 | 0–1 | 0–2 | 1–0 | 2–3 | 2–2 | 1–1 | 1–1 | 1–3 | 0–1 | 2–1 | 1–0 | 0–0 | 0–1 |
| S. D. Eibar         | 0–2 | 2–2 | 2–0 | 0–3 | 2–0 | —   | 1–2 | 0–1 | 3–0 | 0–0 | 3–0 | 1–2 | 0–2 | 1–1 | 0–4 | 1–2 | 3–2 | 1–0 | 3–1 | 2–1 |
| R. C. D. Espanyol   | 2–0 | 1–1 | 1–1 | 2–2 | 0–0 | 0–2 | —   | 1–1 | 0–3 | 0–1 | 1–3 | 1–0 | 2–4 | 2–2 | 0–1 | 1–3 | 0–2 | 1–2 | 0–2 | 0–1 |
| Getafe C. F.        | 1–1 | 1–1 | 0–2 | 0–2 | 0–0 | 1–1 | 0–0 | —   | 3–1 | 2–0 | 4–0 | 4–2 | 0–0 | 1–0 | 0–3 | 2–1 | 0–3 | 3–0 | 2–0 | 1–3 |
| Granada C. F.       | 3–0 | 4–0 | 1–1 | 2–0 | 0–0 | 1–2 | 2–1 | 2–1 | —   | 1–0 | 1–2 | 1–0 | 1–0 | 1–0 | 1–2 | 1–2 | 0–1 | 2–2 | 2–1 | 0–1 |
| C. D. Leganés       | 1–1 | 1–1 | 0–1 | 1–2 | 3–2 | 1–2 | 2–0 | 0–3 | 0–0 | —   | 1–2 | 1–0 | 0–1 | 0–0 | 2–2 | 2–1 | 0–3 | 1–0 | 1–2 | 0–3 |
| Levante U. D.       | 0–1 | 1–2 | 0–1 | 3–1 | 3–1 | 0–0 | 0–1 | 1–0 | 1–1 | 2–0 | —   | 2–1 | 1–1 | 4–2 | 1–0 | 1–1 | 1–1 | 2–4 | 2–0 | 2–1 |
| R. C. D. Mallorca   | 1–0 | 0–0 | 0–2 | 0–4 | 5–1 | 2–1 | 2–0 | 0–1 | 1–2 | 1–1 | 2–0 | —   | 2–2 | 1–2 | 1–0 | 0–1 | 0–2 | 4–1 | 0–1 | 3–1 |
| C. A. Osasuna       | 4–2 | 1–2 | 0–5 | 2–2 | 2–1 | 0–0 | 1–0 | 0–0 | 0–3 | 2–1 | 2–0 | 2–2 | —   | 0–0 | 1–4 | 3–4 | 1–1 | 3–1 | 0–0 | 2–1 |
| Real Betis Balompié | 1–2 | 3–2 | 1–2 | 2–3 | 2–1 | 1–1 | 1–0 | 1–1 | 2–2 | 2–1 | 3–1 | 3–3 | 3–0 | —   | 2–1 | 3–0 | 1–2 | 2–1 | 1–2 | 0–2 |
| Real Madrid C. F.   | 2–0 | 0–0 | 1–0 | 2–0 | 2–2 | 3–1 | 2–0 | 1–0 | 4–2 | 5–0 | 3–2 | 2–0 | 2–0 | 0–0 | —   | 3–1 | 2–1 | 3–0 | 1–1 | 2–1 |
| Real Sociedad       | 3–0 | 2–1 | 2–0 | 2–2 | 0–1 | 4–1 | 2–1 | 1–2 | 2–3 | 1–1 | 1–2 | 3–0 | 1–1 | 3–1 | 1–2 | —   | 0–0 | 3–0 | 1–0 | 1–2 |
| Sevilla F. C.       | 1–1 | 1–1 | 1–1 | 0–0 | 1–1 | 1–0 | 2–2 | 2–0 | 2–0 | 1–0 | 1–0 | 2–0 | 3–2 | 2–0 | 0–1 | 3–2 | —   | 1–0 | 1–1 | 1–2 |
| Valencia C. F.      | 2–1 | 0–2 | 2–2 | 2–0 | 1–0 | 1–0 | 1–0 | 3–3 | 2–0 | 1–1 | 1–1 | 2–0 | 2–0 | 2–1 | 1–1 | 1–1 | 1–1 | —   | 2–1 | 2–1 |
| Real Valladolid     | 1–0 | 1–4 | 0–0 | 0–1 | 0–0 | 2–0 | 2–1 | 1–1 | 1–1 | 2–2 | 0–0 | 3–0 | 1–1 | 2–0 | 0–1 | 0–0 | 0–1 | 1–1 | —   | 1–1 |
| Villarreal C. F.    | 4–1 | 0–0 | 0–0 | 1–4 | 1–3 | 4–0 | 1–2 | 1–0 | 4–4 | 1–2 | 2–1 | 1–0 | 3–1 | 5–1 | 2–2 | 1–2 | 2–2 | 2–0 | 2–0 | —   |

## Estadísticas

### Máximos goleadores
| Pos. | Jugador          | Goles | Part. | Prom. | Min. | M/G | T.P. | Club                | Nota(s)                                            |
| ---- | ---------------- | ----- | ----- | ----- | ---- | --- | ---- | ------------------- | -------------------------------------------------- |
| 1    | Lionel Messi     | 25    | 33    | 0.76  | 2879 | 115 | 25   | F. C. Barcelona     | Trofeo Pichichi                                    |
| 2    | Karim Benzema    | 21    | 37    | 0.57  | 3141 | 150 | 21   | Real Madrid C. F.   | Trofeo Alfredo Di Stéfano, Mejor Jugador de LaLiga |
| 3    | Gerard Moreno    | 18    | 35    | 0.51  | 2740 | 152 | 18   | Villarreal C. F.    | Trofeo Zarra                                       |
| 4    | Luis Suárez      | 16    | 28    | 0.57  | 1992 | 125 | 16   | F. C. Barcelona     |                                                    |
| 5    | Raúl García      | 15    | 35    | 0.43  | 2867 | 191 | 15   | Athletic Club       |                                                    |
| 6    | Lucas Ocampos    | 14    | 33    | 0.42  | 2743 | 196 | 14   | Sevilla F. C.       |                                                    |
| 7    | Iago Aspas       | 14    | 37    | 0.38  | 3262 | 233 | 14   | R. C. Celta de Vigo |                                                    |
| 8    | Ante Budimir     | 13    | 35    | 0.37  | 2763 | 213 | 13   | R. C. D. Mallorca   |                                                    |
| 9    | Álvaro Morata    | 12    | 34    | 0.35  | 2092 | 174 | 12   | Atlético de Madrid  |                                                    |
| 10   | Willian José     | 11    | 37    | 0.3   | 1996 | 181 | 11   | Real Sociedad       |                                                    |
| 11   | Roger Martí      | 11    | 36    | 0.31  | 2258 | 205 | 11   | Levante U. D.       |                                                    |
| 12   | Santi Cazorla    | 11    | 35    | 0.31  | 2443 | 222 | 11   | Villarreal C. F.    |                                                    |
| 13   | Lucas Pérez      | 11    | 34    | 0.32  | 2490 | 226 | 11   | Deportivo Alavés    |                                                    |
| 14   | Jaime Mata       | 11    | 34    | 0.32  | 2746 | 250 | 11   | Getafe C. F.        |                                                    |
| 15   | Joselu Sanmartín | 11    | 36    | 0.31  | 2776 | 252 | 11   | Deportivo Alavés    |                                                    |
| 16   | Sergio Ramos     | 11    | 35    | 0.31  | 3012 | 274 | 11   | Real Madrid C. F.   |                                                    |
| 17   | Ángel Rodríguez  | 10    | 32    | 0.31  | 1384 | 138 | 10   | Getafe C. F.        |                                                    |
| 18   | Loren Morón      | 10    | 36    | 0.28  | 2017 | 202 | 10   | Real Betis Balompié |                                                    |
| 19   | Maxi Gómez       | 10    | 33    | 0.3   | 2136 | 214 | 10   | Valencia C. F.      |                                                    |
| 20   | Carlos Fernández | 10    | 34    | 0.29  | 2188 | 219 | 10   | Granada C. F.       |                                                    |
| 21   | Mikel Oyarzabal  | 10    | 37    | 0.27  | 3050 | 305 | 10   | Real Sociedad       |                                                    |

### Máximos asistentes
| Pos. | Jugador                    | Asistencias | Part. | Prom. | Min. | M/A | Club                | Nota(s) |
| ---- | -------------------------- | ----------- | ----- | ----- | ---- | --- | ------------------- | ------- |
| 1    | Lionel Messi               | 21          | 33    | 0.67  | 2879 | 131 | F. C. Barcelona     |         |
| 2    | Mikel Oyarzabal            | 11          | 37    | 0.3   | 3050 | 277 | Real Sociedad       |         |
| 3    | Santi Cazorla              | 10          | 35    | 0.29  | 2443 | 244 | Villarreal C. F.    |         |
| 4    | Rodrigo Moreno             | 9           | 27    | 0.33  | 1877 | 209 | Valencia C. F.      |         |
| 5    | Luka Modrić                | 8           | 31    | 0.26  | 1988 | 249 | Real Madrid C. F.   |         |
| 6    | Luis Suárez                | 8           | 28    | 0.29  | 1992 | 249 | F. C. Barcelona     |         |
| 7    | Roberto Torres             | 8           | 36    | 0.22  | 2711 | 339 | C. A. Osasuna       |         |
| 8    | Karim Benzema              | 8           | 37    | 0.22  | 3141 | 393 | Real Madrid C. F.   |         |
| 9    | Ángel Correa               | 7           | 33    | 0.21  | 2049 | 293 | Atlético de Madrid  |         |
| 10   | Moi Gómez                  | 7           | 37    | 0.19  | 2310 | 330 | Villarreal C. F.    |         |
| 11   | Cristian Portugués "Portu" | 7           | 35    | 0.2   | 2384 | 341 | Real Sociedad       |         |
| 12   | Fabián Orellana            | 7           | 29    | 0.24  | 2390 | 341 | S. D. Eibar         |         |
| 13   | Éver Banega                | 7           | 33    | 0.21  | 2470 | 353 | Sevilla F. C.       |         |
| 14   | Nabil Fekir                | 7           | 32    | 0.22  | 2639 | 377 | Real Betis Balompié |         |
| 15   | José Campaña               | 7           | 37    | 0.19  | 3155 | 451 | Levante U. D.       |         |
| 16   | Jesús Navas                | 7           | 38    | 0.18  | 3370 | 481 | Sevilla F. C.       |         |
| 17   | Eden Hazard                | 6           | 16    | 0.38  | 1075 | 179 | Real Madrid C. F.   |         |
| 18   | Darwin Machís              | 6           | 36    | 0.17  | 2112 | 352 | Granada C. F.       |         |
| 19   | Jordi Alba                 | 6           | 27    | 0.22  | 2185 | 364 | F. C. Barcelona     |         |
| 20   | Martin Ødegaard            | 6           | 31    | 0.19  | 2525 | 421 | Real Sociedad       |         |
| 21   | Daniel Wass                | 6           | 35    | 0.17  | 2729 | 455 | Valencia C. F.      |         |
| 22   | Dani Carvajal              | 6           | 31    | 0.19  | 2738 | 456 | Real Madrid C. F.   |         |
| 23   | Gerard Moreno              | 6           | 35    | 0.17  | 2740 | 457 | Villarreal C. F.    |         |
| 24   | Emerson                    | 6           | 33    | 0.18  | 2838 | 473 | Real Betis Balompié |         |
| 25   | Víctor Díaz                | 6           | 36    | 0.17  | 2881 | 480 | Granada C. F.       |         |
| 26   | Pervis Estupiñán           | 6           | 36    | 0.17  | 2975 | 496 | C. A. Osasuna       |         |
| 27   | Sergio Canales             | 6           | 36    | 0.17  | 3163 | 527 | Real Betis Balompié |         |
| 28   | Marc Cucurella             | 6           | 37    | 0.16  | 3237 | 540 | Getafe C. F.        |         |

### Mejor portero
El mejor portero del campeonato, reflejado en el trofeo Zamora.
| Pos. | Jugador               | Club                  | G.E. | Part. | Coc.  | Par. | %Par. | Zam. | Nota(s)                         |
| ---- | --------------------- | --------------------- | ---- | ----- | ----- | ---- | ----- | ---- | ------------------------------- |
| 1    | Thibaut Courtois      | Real Madrid C. F.     | 20   | 34    | 0.588 | 76   | 79.2% | 1    |                                 |
| 2    | Jan Oblak             | Atlético de Madrid    | 27   | 38    | 0.711 | 89   | 76.7% | 2    |                                 |
| 3    | Unai Simón            | Athletic Club         | 29   | 33    | 0.879 | 82   | 73.9% | 3    |                                 |
| 4    | Tomáš Vaclík          | Sevilla F. C.         | 31   | 32    | 0.969 | 67   | 68.4% | 4    |                                 |
| 5    | David Soria           | Getafe C. F.          | 37   | 38    | 0.974 | 75   | 67%   | 5    |                                 |
| 6    | Marc-André ter Stegen | F. C. Barcelona       | 36   | 36    | 1     | 81   | 69.2% | 6    |                                 |
| 7    | Jordi Masip           | Real Valladolid C. F. | 39   | 35    | 1.114 | 87   | 69%   | 7    |                                 |
| 8    | Rui Silva             | Granada C. F.         | 42   | 35    | 1.2   | 100  | 70.4% | 8    |                                 |
| 9    | Sergio Asenjo         | Villarreal C. F.      | 41   | 34    | 1.206 | 105  | 71.9% | 9    |                                 |
| 10   | Rubén Blanco          | R. C. Celta de Vigo   | 43   | 33    | 1.303 | 94   | 68.6% | 10   |                                 |
| 11   | Aitor Fernández       | Levante U. D.         | 51   | 36    | 1.417 | 158  | 75.6% | 11   |                                 |
| 12   | Marko Dmitrović       | S. D. Eibar           | 51   | 35    | 1.457 | 74   | 59.2% | 12   |                                 |
| 13   | Joel Robles           | Real Betis            | 48   | 32    | 1.5   | 85   | 63.9% | 13   |                                 |
| 14   | Diego López           | R. C. D. Espanyol     | 58   | 36    | 1.611 | 108  | 65.1% | 14   |                                 |
| 15   | Manolo Reina          | R. C. D. Mallorca     | 60   | 36    | 1.667 | 122  | 67%   | 15   |                                 |
| 16   | Iván Cuéllar          | C. D. Leganés         | 33   | 27    | 1.222 | 66   | 66.7% | 16   | Menos de 28 partidos disputados |
| 17   | Álex Remiro           | Real Sociedad         | 32   | 25    | 1.28  | 63   | 66.3% | 18   | Menos de 28 partidos disputados |
| 18   | Jasper Cillessen      | Valencia C. F.        | 30   | 23    | 1.304 | 80   | 72.7% | 19   | Menos de 28 partidos disputados |
| 19   | Fernando Pacheco      | Deportivo Alavés      | 37   | 26    | 1.423 | 66   | 64.1% | 17   | Menos de 28 partidos disputados |
| 20   | Sergio Herrera        | C. A. Osasuna         | 27   | 18    | 1.5   | 53   | 66.3% | 20   | Menos de 28 partidos disputados |

### Galardones mensuales
La Liga de Fútbol Profesional entrega unos premios mensuales a los mejores jugadores y entrenadores del mes, a través de su principal patrocinador, el Banco Santander.
| Mes  | Jugador del mes  | Equipo            | Ref. |
| ---- | ---------------- | ----------------- | ---- |
| Sep. | Martin Ødegaard  | Real Sociedad     |      |
| Oct. | Karl Toko Ekambi | Villarreal C. F.  |      |
| Nov. | Lionel Messi     | F. C. Barcelona   |      |
| Dic. | Luis Suárez      | F. C. Barcelona   |      |
| Ene. | Thibaut Courtois | Real Madrid C. F. |      |
| Feb. | Lionel Messi     | F. C. Barcelona   |      |
| Jun. | Karim Benzema    | Real Madrid C. F. |      |

### Otros datos
El primer gol de la temporada se produjo en la primera jornada 1, y fue anotado por Aritz Aduriz del Athletic Club en el partido frente al Fútbol Club Barcelona el 16 de agosto de 2019, mientras que el último gol del curso, producido en la última jornada, fue anotado por Coke Andújar del Levante Unión Deportiva en su partido ante el Getafe Club de Fútbol el 19 de julio de 2020.
- Gol más tempranero: 1 minuto y 4 segundos, Ramón Azeez
Granada C. F. vs. F. C. Barcelona. (21 de septiembre de 2019)

- Gol más tardío: 100 minutos y 13 segundos, Mikel Oyarzabal
Real Sociedad vs. Valencia C. F..  (17 de agosto de 2019)

- Mayor número de goles marcados en un partido: 8 goles, (4 - 4)
Villarreal C. F. vs. Granada C. F.. (17 de agosto de 2019)

- Partido con más espectadores: 93.426, Jornada 10 (aplazada)
F. C. Barcelona vs. Real Madrid C. F. (18 de diciembre de 2019)

- Partido con menos espectadores (antes de la pandemia de COVID-19): 5.341
S. D. Eibar vs. Granada C. F. (20 de diciembre de 2019)

- Mayor victoria local: 6 - 0 
 Celta de Vigo vs. Deportivo Alavés (21 de junio de 2020)

- Mayor victoria visitante: 0 - 5
 C. A. Osasuna vs. Atlético de Madrid (17 de junio de 2020); Deportivo Alaves vs. F. C. Barcelona (19 de julio de 2020)

### Rachas
- Mayor racha ganadora: 10 partidos
Real Madrid C. F. (Jornadas 28-37)
- Mayor racha invicta: 15 partidos
Real Madrid C. F. (Jornadas 10-24)
Sevilla F. C. (Jornadas 24-38)
- Mayor racha marcando: 20 partidos
Valencia C. F. (Jornadas 3-22)
- Mayor racha empatando: 5 partidos
Athletic Club (Jornadas 17-21)
- Mayor racha imbatido: 5 partidos
Real Madrid C. F.  (Jornadas 31-35)
- Mayor racha perdiendo: 8 partidos
R. C. D. Espanyol (Jornadas 30-37)
- Mayor racha sin ganar: 10 partidos
Athletic Club (Jornadas 16-25)
- Mayor racha sin marcar: 5 partidos
Real Valladolid (Jornadas 13-17)

### Disciplina
Datos según la página oficial de la competición Archivado el 27 de junio de 2019 en Wayback Machine. y Diario As.(Actualizado el 9 de febrero de 2020)
- Equipo con más tarjetas amarillas: Getafe C. F. (84)

- Jugador con más tarjetas amarillas: 4 jugadores (10)

- Equipo con más tarjetas rojas: Real Betis Balompié (7)

- Jugador con más tarjetas rojas: 3 jugadores (2)

- Equipo con más faltas recibidas: Real Betis Balompié (359)

- Jugador con más faltas recibidas: Nabil Fekir (Real Betis Balompié) 76

- Equipo con más faltas cometidas: Getafe C. F. (428)

- Jugador con más faltas cometidas: Jaime Mata (Getafe C. F.) 61

- Equipo con más fueras de juego en contra: Atlético de Madrid (75)

### Tripletes o más
A continuación se detallan los tripletes conseguidos a lo largo de la temporada.
| Fecha     | Jugador         | Goles           | Local           |                      | Resultado |                               | Visitante           | Rep.       |
| --------- | --------------- | --------------- | --------------- | -------------------- | --------- | ----------------------------- | ------------------- | ---------- |
| 9/11/2019 | Lionel Messi    | 23' 45+1' 48'   | F. C. Barcelona | Bandera de Cataluña  | 4 – 1     | Bandera de Galicia            | R. C. Celta de Vigo | Jornada 13 |
| 7/12/2019 | Lionel Messi    | 17' 41' 83'     | F. C. Barcelona | Bandera de Cataluña  | 5 – 2     | Bandera de las Islas Baleares | R. C. D. Mallorca   | Jornada 16 |
| 8/12/2019 | Joaquín Sánchez | 2' 11' 20'      | Real Betis      | Bandera de Andalucía | 3 – 2     | Bandera del País Vasco        | Athletic Club       | Jornada 16 |
| 22/2/2020 | Lionel Messi    | 14' 37' 40' 87' | F. C. Barcelona | Bandera de Cataluña  | 5 – 0     | Bandera del País Vasco        | S. D. Eibar         | Jornada 25 |

### Autogoles
A continuación se detallan los autogoles marcados a lo largo de la temporada.
| Fecha      | Jugador        | Minuto       | Local             |                                    | Resultado |                                    | Visitante             | Rep.       |
| ---------- | -------------- | ------------ | ----------------- | ---------------------------------- | --------- | ---------------------------------- | --------------------- | ---------- |
| 17/8/2019  | Paulo Oliveira | 2 - 1, 75'   | R. C. D. Mallorca | Bandera de las Islas Baleares      | 2 – 1     | Bandera del País Vasco             | S. D. Eibar           | Jornada 1  |
| 14/9/2019  | Jonathan Silva | 0 - 2, 39'   | C. D. Leganés     | Bandera de la Comunidad de Madrid  | 0 – 3     | Bandera de la Comunidad Valenciana | Villarreal C. F.      | Jornada 4  |
| 22/9/2019  | Joseba Zaldua  | 1 - 2, 70'   | R. C. D. Espanyol | Bandera de Cataluña                | 1 – 3     | Bandera del País Vasco             | Real Sociedad         | Jornada 5  |
| 22/9/2019  | Iddrisu Baba   | 1 - 0, 7'    | Getafe C. F.      | Bandera de la Comunidad de Madrid  | 4 – 2     | Bandera de las Islas Baleares      | R. C. D. Mallorca     | Jornada 5  |
| 20/10/2019 | Javi García    | 1 - 1, 22'   | Real Sociedad     | Bandera del País Vasco             | 3 – 1     | Bandera de Andalucía               | Real Betis            | Jornada 9  |
| 20/10/2019 | Iñigo Martínez | 1 - 1, 71'   | Athletic Club     | Bandera del País Vasco             | 1 – 1     | Bandera de Castilla y León         | Real Valladolid C. F. | Jornada 9  |
| 30/10/2019 | Víctor Gómez   | 3 - 0, 79'   | Athletic Club     | Bandera del País Vasco             | 3 – 0     | Bandera de Cataluña                | R. C. D. Espanyol     | Jornada 11 |
| 7/12/2019  | Roger Martí    | 2 - 1, 45+3' | Levante U. D.     | Bandera de la Comunidad Valenciana | 2 – 4     | Bandera de la Comunidad Valenciana | Valencia C. F.        | Jornada 16 |
| 4/1/2020   | David Soria    | 0 - 1, 34'   | Getafe C. F.      | Bandera de la Comunidad de Madrid  | 0 – 3     | Bandera de la Comunidad de Madrid  | Real Madrid C. F.     | Jornada 19 |
| 26/1/2020  | Fran Gámez     | 2 - 0, 58'   | Real Sociedad     | Bandera del País Vasco             | 3 – 0     | Bandera de las Islas Baleares      | R. C. D. Mallorca     | Jornada 21 |
| 12/6/2020  | Djené Dakonam  | 1 - 1, 70'   | Granada C. F.     | Bandera de Andalucía               | 2 – 1     | Bandera de la Comunidad de Madrid  | Getafe C. F.          | Jornada 28 |
| 15/6/2020  | Diego Carlos   | 1 - 1, 87'   | Levante U. D.     | Bandera de la Comunidad Valenciana | 1 – 1     | Bandera de Andalucía               | Sevilla F. C.         | Jornada 29 |
| 20/6/2020  | Adrià Pedrosa  | 1 - 3, 87'   | R. C. D. Espanyol | Bandera de Cataluña                | 1 – 3     | Bandera de la Comunidad Valenciana | Levante U. D.         | Jornada 30 |
| 23/6/2020  | Bruno González | 0 - 1, 15'   | Levante U. D.     | Bandera de la Comunidad Valenciana | 0 – 1     | Bandera de la Comunidad de Madrid  | Atlético de Madrid    | Jornada 31 |
| 30/6/2020  | Diego Costa    | 1 - 0, 11'   | F. C. Barcelona   | Bandera de Cataluña                | 2 – 2     | Bandera de la Comunidad de Madrid  | Atlético de Madrid    | Jornada 33 |
| 5/7/2020   | Pau Torres     | 0 - 1, 3'    | Villarreal C. F.  | Bandera de la Comunidad Valenciana | 1 – 4     | Bandera de Cataluña                | F. C. Barcelona       | Jornada 34 |